# Řím

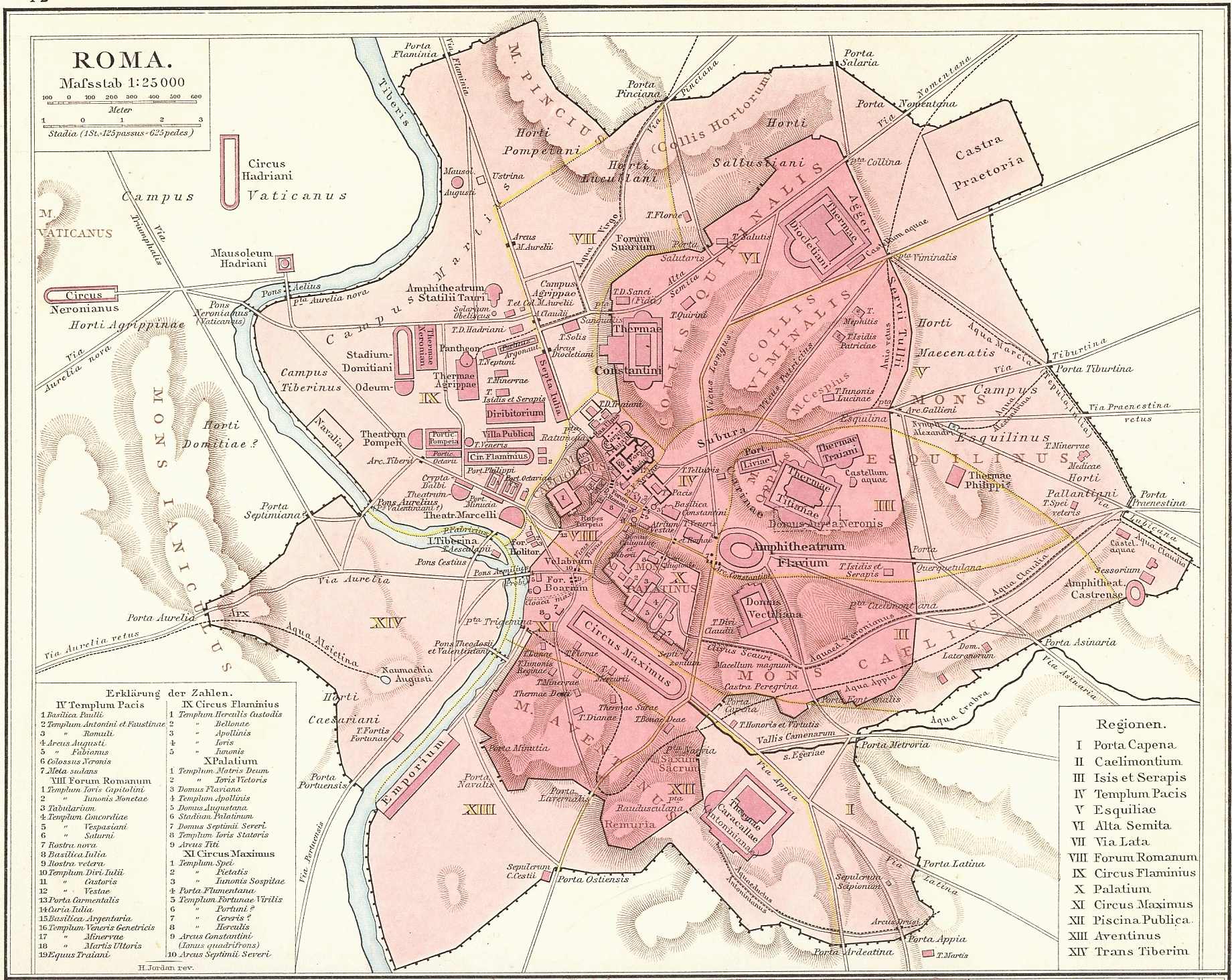
Císařský Řím. Tmavší oblast je území uvnitř hradeb ze 4. stol. př. n. l., světlejší uvnitř hradby z roku 275

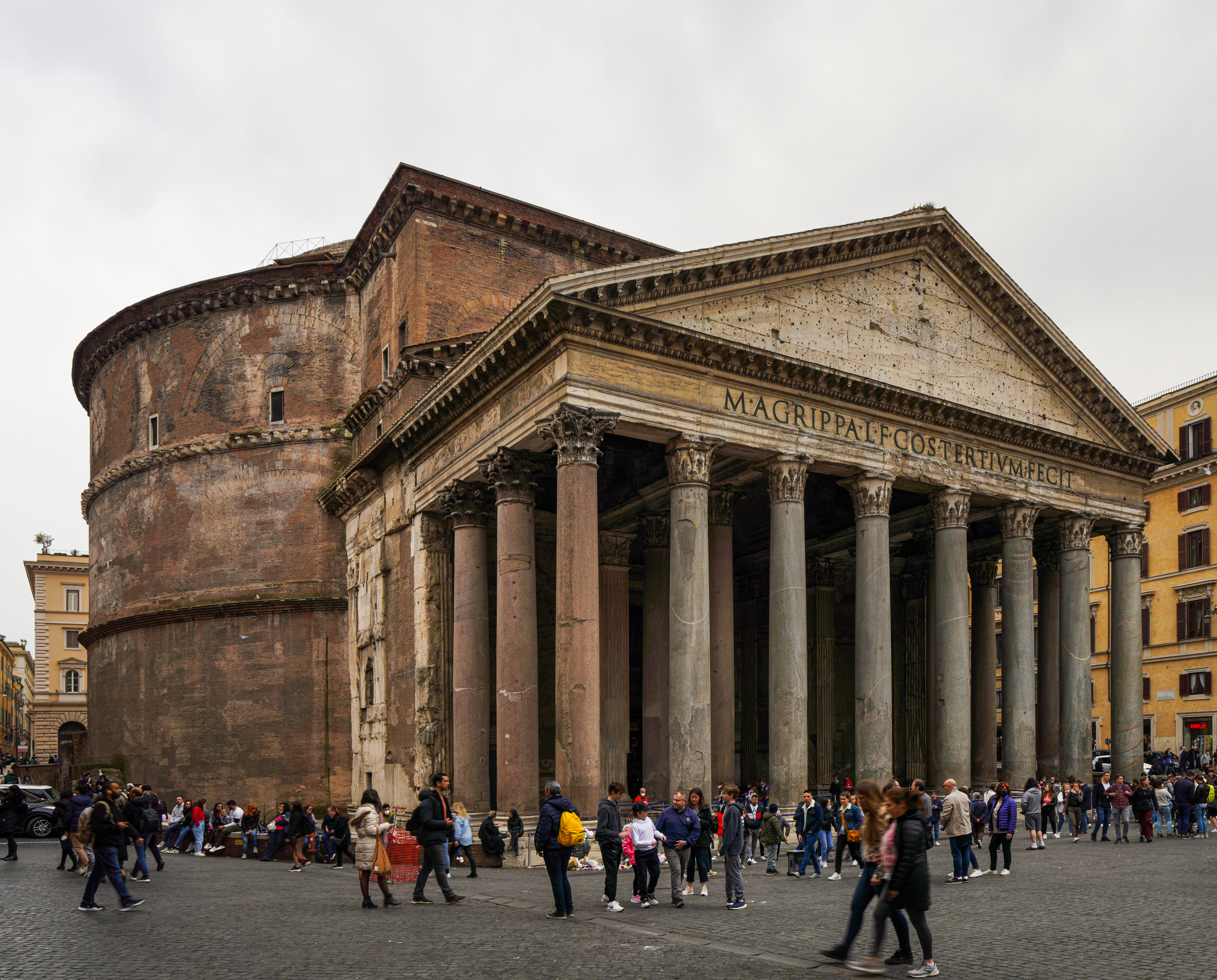
Pantheon (Santa Maria Rotonda, 2. stol.)

Koloseum

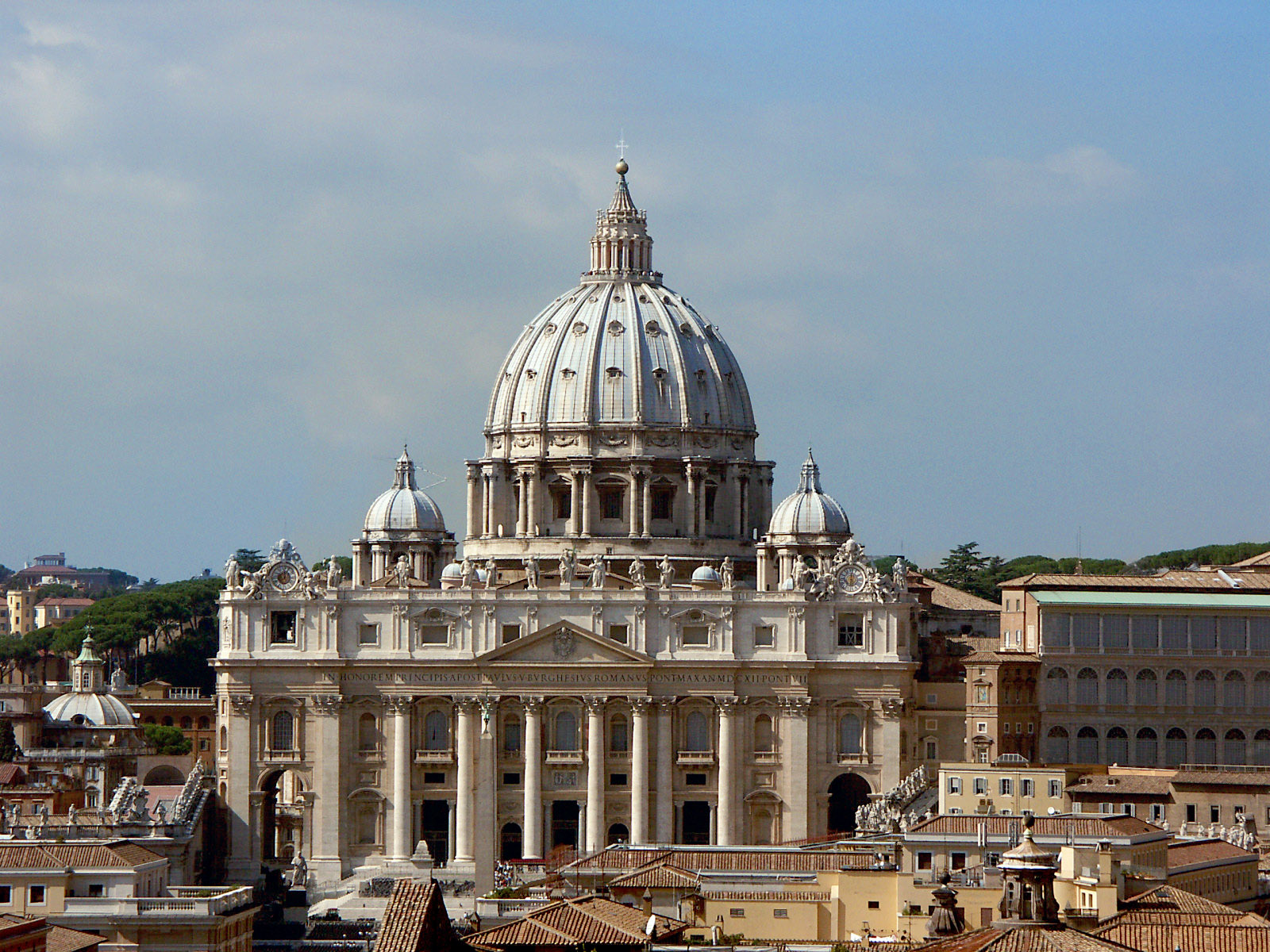
Bazilika svatého Petra

Řím (italsky a latinsky Roma, přezdívaný též Věčné město) je hlavní město Itálie, oblasti Lazio a provincie Roma. Leží na řece Tibeře asi 27 km od pobřeží Středozemního moře. Žije zde přibližně 2,75 milionu obyvatel. Řím je největším italským a třetím nejlidnatějším městem v EU, politickým, hospodářským a kulturním centrem mimořádně bohatým na umělecké a historické památky. Jeho rozsáhlé historické centrum je součástí Světového dědictví UNESCO.
Vzhledem k založení před více než 2 700 lety (podle římské tradice roku 753 př. n. l.) patří k nejstarším městům v Evropě. Po staletí byl Řím hlavním městem Římské říše, největší evropské velmoci starověku, a kolem roku 100 počet jeho obyvatel přesáhl 1,6 milionu. Město se stalo centrem křesťanství a dodnes je poutním místem. Původně římský jazyk latina je základem mnoha evropských jazyků, římské právo vzorem pro mnoho právních a politických systémů a původně římské písmo se jako latinka stalo nejrozšířenějším písmem na světě.
Ve městě sídlí čtyři státní, šestnáct soukromých a sedm papežských univerzit, italská Akademie věd, hlavní italská média a řada mezinárodních organizací. Na území města leží samostatný stát Vatikán, sídlo papeže, hlavy katolické církve.

## Geografie
Město leží ve vzdálenosti 27 kilometrů od Tyrhénského moře v krajině nazývané Campagna di Roma .
Historické město se rozkládalo na „sedmi pahorcích“ na levém břehu řeky Tibery (Tevere):
- Kapitol, lat. Capitolinus Mons, it. Campidoglio
- Aventin, lat. Collis Aventinus, it. Monte Aventino
- Palatin, lat. Collis Palatinus
- Caelius, lat. Collis Caelius
- Kvirinál, lat. Collis Quirinalis, dnes sídlo italského prezidenta
- Viminál, lat. Collis Viminalis
- Esquilin, lat. Collis Esquilinus

Mezi pahorky protékalo ve starověku několik říček tvořících bažiny. Nejznámější bažinou byla Caprea palus u ústí říčky Petronia do Tibery. Nejvyšším bodem italské metropole je Monte Mario (139 m n. m.). Nepatří však k Sedmi římským pahorkům (lat. Septimontium), protože leží na pravém břehu Tibery, za hranicemi starověkého města. Východně od města začíná hornatý kraj Abruzzi, na severovýchodě Sabinské hory a na jihu Albanské hory.

## Historie
S dějinami se návštěvník Říma setkává na každém kroku a dochované památky pokrývají víc než dvě tisíciletí. Řím vznikl spojením několika osad, podle legendy roku 753 př. n. l., a od počátku 7. století př. n. l. mu vládli etruští králové; název Roma je snad podle etruského rodu Ruma. Po roce 509 př. n. l., kdy byli králové vyhnáni, vznikla římská republika. Ve 4. století př. n. l. dostalo město první kamennou hradbu, do roku 270 př. n. l. republika postupně zabrala většinu území Apeninského poloostrova a pak obrátila pozornost k zámořským državám. Do 1. století n. l. se zmocnila velké části Španělska, severní Afriky a Řecka. Rozpínající se říše nabízela příležitosti mocichtivým jednotlivcům a konflikty mezi silnými osobnostmi vedly nakonec k opuštění republikánského zřízení. Nějakou dobu říši vládl diktátorsky Julius Caesar, jehož synovec Octavianus jako první římský císař přijal titul Augustus (Vznešený). Za Augusta se z města, budovaného dosud převážně z cihel, stal reprezentativní střed říše. Vznikaly veřejné budovy, fóra, lázně, cirky, paláce a hlavním stavebním materiálem se stal mramor. Roku 275 n. l. bylo město v rozloze 13,7 km2 obehnáno Aurelianovou hradbou.
Za vlády Augustovy se narodil Ježíš Kristus, a přestože křesťané byli až do 4. století pronásledováni, nové náboženství se prosadilo a Řím se stal jeho centrem. V průběhu 3. a 4. století ovšem poklesl význam Říma jako politického centra, císařové upřednostňovali jako svá sídla jiná města. S konečnou platností přenesl své sídlo na východ do nově vznikajícího města Konstantinopole císař Konstantin I. Veliký. Řím sice nadále zůstával sídlem senátu a legislativním hlavním městem Římské říše, ale s jeho upadajícím vlivem upadalo i město. Roku 410 město dobyli a po dobu několika dní plenili Alarichovi Vizigóti, v roce 455 pak Vandalové pod vedením Geisericha. Počet obyvatel klesl z 1,6 milionu až na 100 tisíc.
Po pádu západořímské říše město obnovili papežové, zejména Lev I. Veliký († 461) a Řehoř I. Veliký († 604) a po vpádu Vandalů, kteří pobořili mnoho starověkých staveb, byly roku 852 rozšířeny městské hradby. Od 9. století se opravovaly a stavěly nové kostely, hlavně kvůli poutníkům, ve městě však žilo jen asi 30 tisíc obyvatel. Město zůstalo papežským sídlem s výjimkou let 1309–1377, kdy papežové sídlili ve francouzském Avignonu (tzv. Avignonské zajetí). S nimi odešel i jejich dvůr a velká část vyšších vrstev, takže v roce 1378, kdy se sem papežové vrátili, žilo v ruinách Říma sotva 20 000 obyvatel.
Své postavení centra západního křesťanství si Řím znovu získal v polovině 15. století, kdy za papeže Mikuláše V. začala nákladná přestavba města v renesančním duchu. Roku 1506 začala stavba nové baziliky svatého Petra podle Bramanteho plánů, na níž se pak podíleli například Raffael Santi, Michelangelo Buonarroti nebo Gian Lorenzo Bernini. Roku 1527 město vyplenili císařští vojáci, ale brzy začala jeho obnova v barokním duchu. Roku 1629 byla bazilika vysvěcena, většina starších staveb byla postupně obnovena a přestavěna a vzniklo množství nových.
Během sjednocování Itálie v 19. století dobyla italská armáda většinu papežského státu a v roce 1870 i Řím, který se 1871 stal hlavním městem sjednocené Itálie. Tím začal prudký nárůst počtu obyvatel, rozšiřování a modernizace města. Roku 1923, po tzv. Pochodu na Řím, se premiérem stal Benito Mussolini, který od roku 1925 vládl jako diktátor. Roku 1929 vznikl Lateránskou smlouvou jako samostatný stát Vatikán a po druhé světové válce roku 1946 se Itálie stala republikou. Římskými smlouvami z roku 1957 vzniklo Evropské hospodářské společenství (EHS) a Euratom a Itálie se stala jejich členem. Roku 1960 se v Římě konaly letní olympijské hry a v letech 1962–1965 druhý vatikánský koncil. Od roku 1980 je staré město a Vatikán na seznamu Světového dědictví UNESCO.

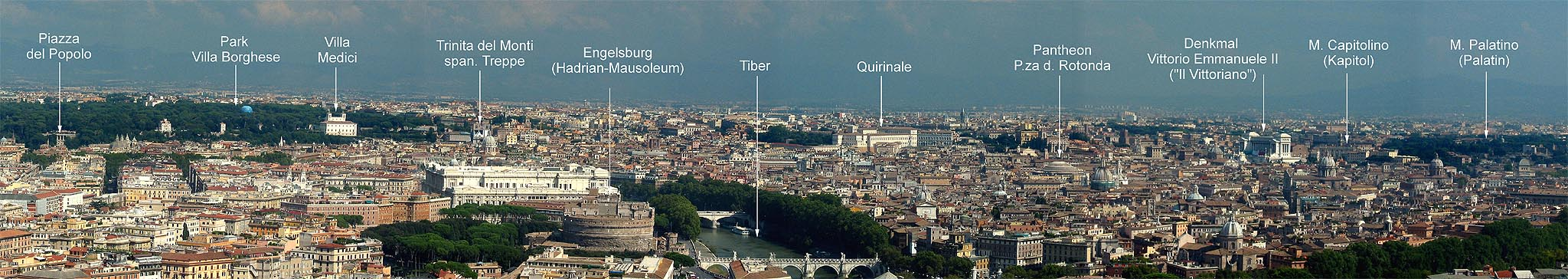
Panoráma Říma (Z kupole sv. Petra)

### Jazyk
Původním jazykem Římanů byla latina, která se později vyvinula v italštinu a další moderní románské jazyky a výrazně ovlivnila i další jazyky. Vývoj jazyka ovlivnily různé regionální dialekty, přičemž římské nářečí se jmenuje Romanesco neboli římština. Ve středověku byla spíše jihoitalským nářečím, blízkým neapolštině. Vliv florentské kultury během renesance způsobil změnu v nářečí, které se začalo více podobat toskánštině. Až do 19. století se tyto změny omezily na hranice Říma, ale později se rozšířily do dalších částí Lazia. Dnešní římštinou se mluví i za hranicemi města a je velmi podobná standardní italštině, ačkoli zůstává odlišná od ostatních nářečí Lazia. Literatura psaná římským nářečím zahrnuje díla takových autorů jako Giuseppe Gioachino Belli, Trilussa a Cesare Pascarella. Soudobou římštinu představují populární herci jako Aldo Fabrizi, Alberto Sordi, Nino Manfredi, Anna Magnani, Grigi Proietti, Enrico Montesano a Carlo Verdone.

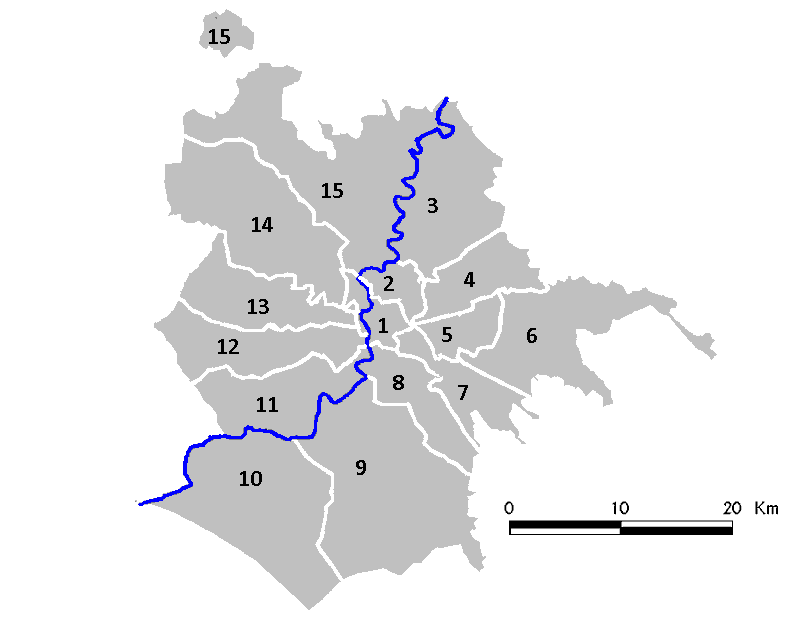
Členění města od roku 2013 (municipia)

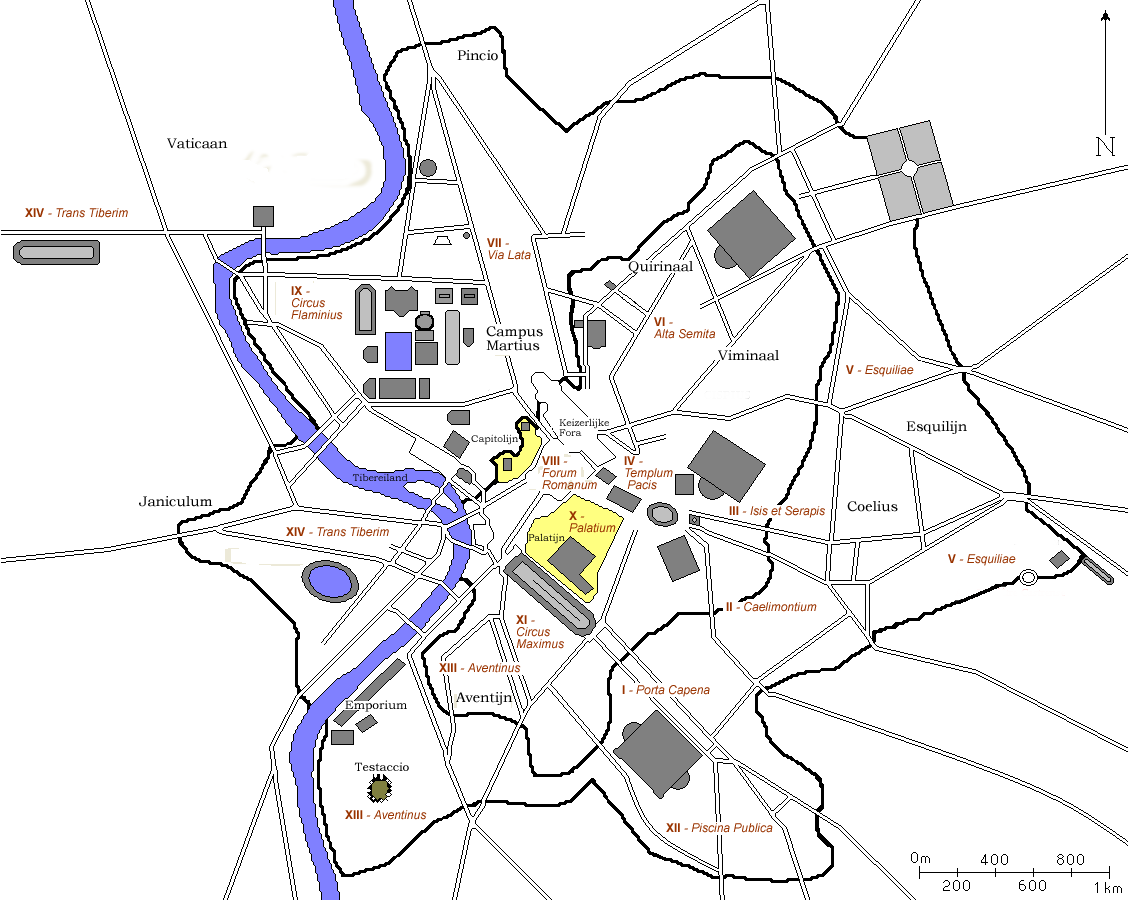
Starověké členění (regiones)

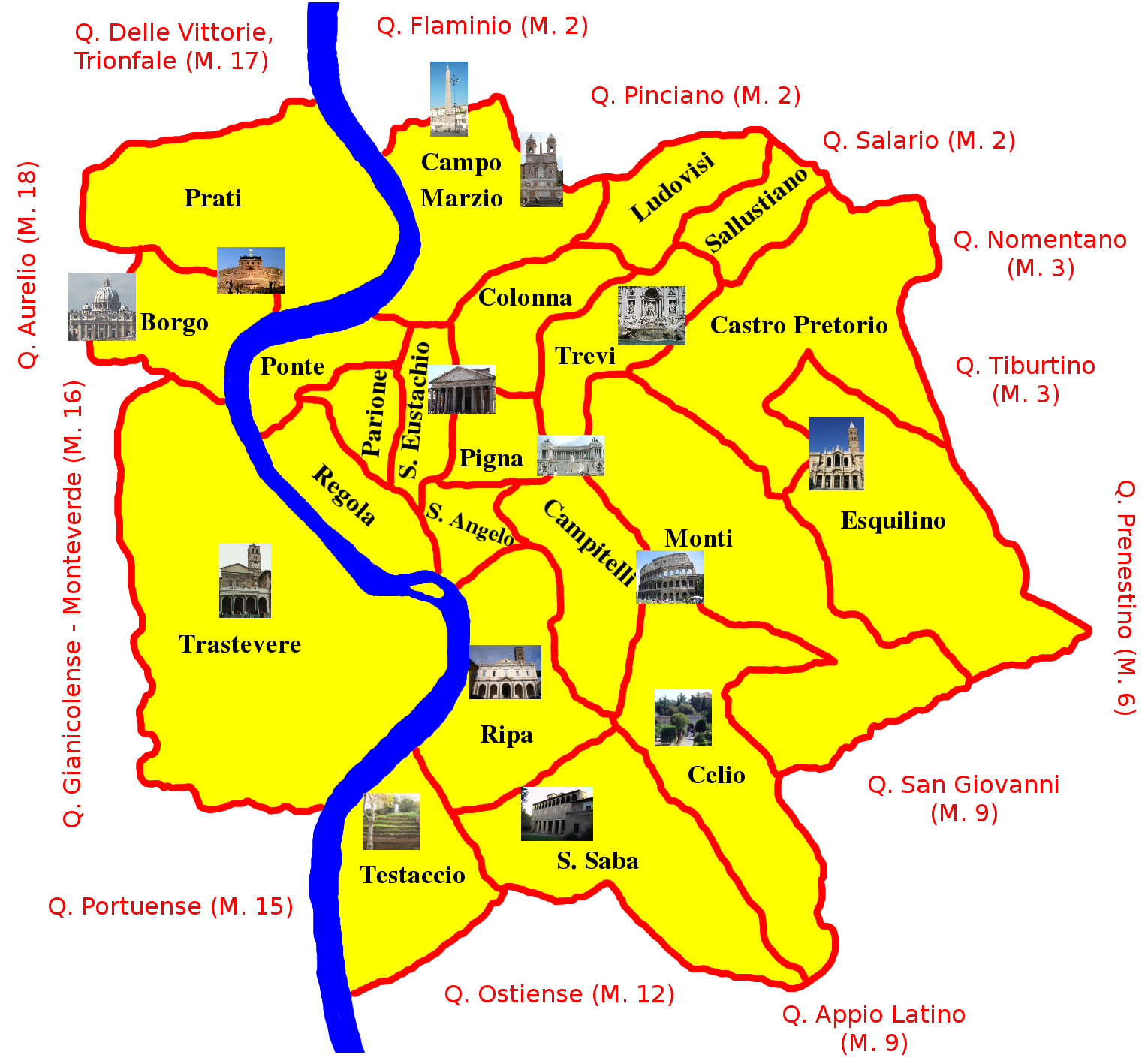
Staré město (Municipio I) - členění na rioni

## Politika
V čele Říma stojí starosta (Sindaco), jenž je volen v přímé volbě na pětileté funkční období. Od října 2021 tuto funkci zastává Roberto Gualtieri za Demokratickou stranu.
Legislativním sborem je Městské zastupitelstvo (Assemblea Capitolina), které má 49 členů a je voleno poměrným systémem. Volby probíhají společně s volbou guvernéra jednou za pět let. Jedno křeslo v zastupitelstvu je rezervováno pro starostu.

### Výsledky komunálních voleb (říjen 2021)
|                      |                      |                 |                 |                  |                  |                              |                               |           |       |         |
| Kandidát             | Kandidát             | Hlasy (I. kolo) | Hlasy (I. kolo) | Hlasy (II. kolo) | Hlasy (II. kolo) | Strany                       | Strany                        | Hlasy     | Hlasy | Mandáty |
| Kandidát             | Kandidát             | Abs.            | %               | Abs.             | %                | Strany                       | Strany                        | Abs.      | %     | Mandáty |
|                      | Roberto Gualtieri    | 299 976         | 27.0            | 565 352          | 60.2             |                              | Demokratická strana           | 166 194   | 16.4  | 19      |
|                      | Roberto Gualtieri    | 299 976         | 27.0            | 565 352          | 60.2             | Gualtieri starostou          | 54 779                        | 5.4       | 5     |         |
|                      | Roberto Gualtieri    | 299 976         | 27.0            | 565 352          | 60.2             | Občanská ekologická levice   | 20 501                        | 2.0       | 2     |         |
|                      | Roberto Gualtieri    | 299 976         | 27.0            | 565 352          | 60.2             | Řím budoucnosti (Pos–Volt)   | 20 028                        | 2.0       | 2     |         |
|                      | Roberto Gualtieri    | 299 976         | 27.0            | 565 352          | 60.2             | Solidární demokracie         | 9 610                         | 1.0       | 1     |         |
|                      | Roberto Gualtieri    | 299 976         | 27.0            | 565 352          | 60.2             | Zelená Evropa                | 9 354                         | 0.9       | 1     |         |
|                      | Roberto Gualtieri    | 299 976         | 27.0            | 565 352          | 60.2             | Italská socialistická strana | 2 841                         | 0.3       | 0     |         |
| Středolevice celkem  | Středolevice celkem  | 299 976         | 27.0            | 565 352          | 60.2             | 283 307                      | 27.9                          | 30        |       |         |
|                      | Enrico Michetti      | 334 548         | 30.1            | 374 577          | 39.9             |                              | Bratři Itálie                 | 176 809   | 17.4  | 5       |
|                      | Enrico Michetti      | 334 548         | 30.1            | 374 577          | 39.9             | Liga severu                  | 60 183                        | 5.9       | 2     |         |
|                      | Enrico Michetti      | 334 548         | 30.1            | 374 577          | 39.9             | Forza Italia – Unie středu   | 36 444                        | 3.6       | 1     |         |
|                      | Enrico Michetti      | 334 548         | 30.1            | 374 577          | 39.9             | Michetti starostou           | 25 048                        | 2.5       | 1     |         |
|                      | Enrico Michetti      | 334 548         | 30.1            | 374 577          | 39.9             | Změňme Řím                   | 18 659                        | 1.8       | 0     |         |
|                      | Enrico Michetti      | 334 548         | 30.1            | 374 577          | 39.9             | Evropská liberální strana    | 1 371                         | 0.1       | 0     |         |
| Středopravice celkem | Středopravice celkem | 334 548         | 30.1            | 374 577          | 39.9             | 318 514                      | 31.4                          | 9         |       |         |
|                      | Carlo Calenda        | 219 878         | 19.8            | –                | –                |                              | Calenda starostou (Az–IV–+Eu) | 193 477   | 19.1  | 5       |
|                      | Virginia Raggi       | 211 936         | 19.1            | –                | –                |                              | Hnutí pěti hvězd              | 111 668   | 11.0  | 4       |
|                      | Virginia Raggi       | 211 936         | 19.1            | –                | –                | Raggi starostkou             | 43 581                        | 4.3       | 1     |         |
|                      | Virginia Raggi       | 211 936         | 19.1            | –                | –                | Ostatní strany               | 24 333                        | 2.4       | 0     |         |
| Koalice M5S celkem   | Koalice M5S celkem   | 211 936         | 19.1            | –                | –                | 179 582                      | 17.7                          | 5         |       |         |
|                      | Ostatní kandidáti    | 43 574          | 3.9             | –                | –                |                              | Ostatní strany                | 39 958    | 4.0   | 0       |
| Kandidáti celkem     | Kandidáti celkem     | 1 109 912       | 100             | 939 929          | 100              | Strany celkem                | Strany celkem                 | 1 014 838 | 100   | 49      |

## Územní organizace města
Od roku 2013 se Řím dělí na 15 čtvrtí (municipio, M.), číslovaných jako Řím I až Řím XV (M. I až M. XV). Každá má vlastní volené zastupitelstvo a starostu. Čtvrť Řím I odpovídá starověkému a středověkému městu, jak je vymezila Aurelianova hradba ze 3. století n. l., a tradičně se dělí na 22 rioni.

### Historické členění
Za krále Servia Tullia se Řím dělil na čtyři regiones, které odpovídaly městským tribus. Za vlády císaře Augusta se mezi léty 12 a 7 př. n. l. město rozdělilo na 14 regiones, původně pouze číslovaných. Teprve později dostaly jména a toto dělení vydrželo až do středověku.
Od 14. století se město začalo dělit na zprvu 12 rioni, kterých dělením postupně přibývalo, až roku 1921 dosáhl jejich počet 22. S výjimkou rione XXII Prati (na pravém břehu Tibery severně od Vatikánu) leží všechna uvnitř Aureliovy hradby, označují se zkráceně R. a tvoří dnes municipio Řím I.
Už koncem 19. století město staré hradby přesáhlo a nové čtvrti vně hradeb se od roku 1921 začaly označovat jako quartiere (Q.) I až XXXV, další sídla jako suburbia, zkráceně S., a ještě vzdálenější pás jako zone (Z.) I až LIX. Jiné, často spontánně vzniklé sídelní jednotky, se označují jako frazioni, zone O atd.
Teprve roku 1972 radikální reforma celé území velkého Říma rozdělila na 20 administrativních čtvrtí (circonscrizione, od roku 2001 municipio) a roku 2013 byl jejich počet snížen na 15.

## Doprava
Řím má tři letiště, nejvýznamnější je letiště Řím-Fiumicino jihozápadně od města, které v roce 2018 odbavilo téměř 43 milionů cestujících. Starší a menší Ciampino jihovýchodně od města užívají hlavně nízkonákladové společnosti a letiště Řím-Urbe severně od města slouží hlavně pro soukromé lety.
Město je významný železniční uzel s hlavním nádražím Termini blízko středu města; se 400 tisíci cestujícími denně patří k nejrušnějším nádražím v Evropě. Pro dálkové rychlíky, které Římem projíždějí, slouží od roku 2011 rekonstruované nádraží Roma-Tiburtina na severovýchodě města. Vedle toho má Řím ještě 6 nádraží pro lokální dopravu.
Silniční doprava je v Římě velký problém. Město má sice dálniční obchvat (GRA) zhruba ve vzdálenosti 10 km od centra, vlastní město však má stále starověkou hvězdicovou strukturu hlavních ulic. Všichni tak musí jezdit přes centrum města, které je velmi často zablokované. V řadě oblastí proto platí režim omezeného provozu (ZTL), kdy sem auta smějí zajíždět jen v nočních hodinách a mezi 6 a 18 hodinou jen na zvláštní povolení. Naopak v jiných oblastech (Trastevere, San Lorenzo, Testaccio) platí zákaz vjezdu v nočních hodinách. Radnice bohužel vydávají příliš mnoho výjimek, takže opatření nejsou účinná. Autobusy platí při vjezdu do města velmi vysoké mýtné (až 210 EUR) a nesmějí tu vůbec parkovat.

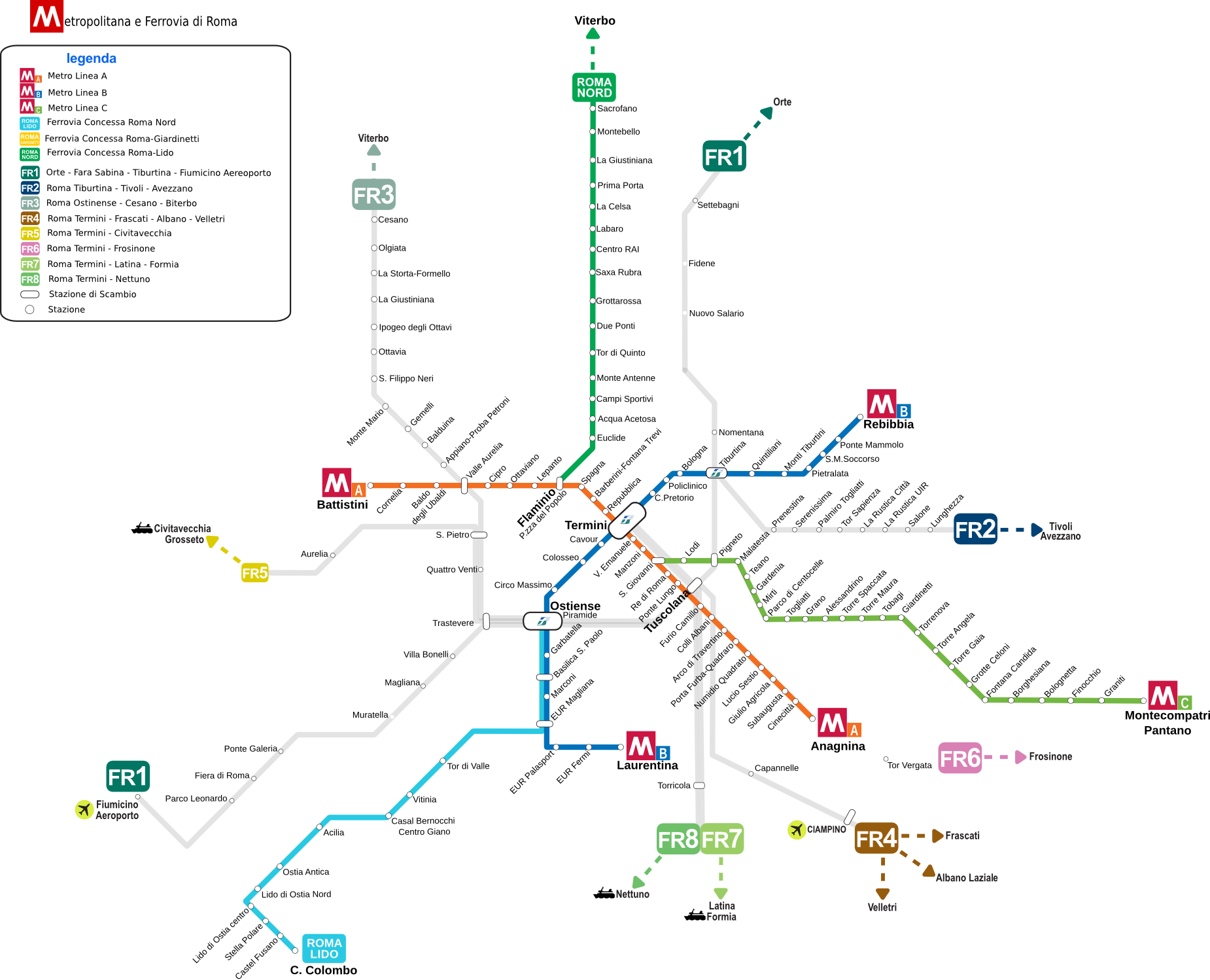
Linky metra a příměstských železnic (FR)

Veřejná doprava je v Římě často přetížena. Jsou zde v provozu tři linky metra, A, B a C o celkové délce asi 60 km (2018), které však obcházejí historické jádro, kde by výstavba tunelů mohla způsobit velké škody. Vedou poměrně daleko za město, kde se také rozvětvují, nárokům však nemohou stačit.
Tramvajová doprava byla ve městě zahájena už roku 1877, v roce 2014 provozovala městská dopravní společnost ATAC šest linek o celkové délce 51,3 km a se 192 zastávkami. Od roku 2005 je po dlouhé přestávce opět v provozu jedna trolejbusová linka o délce 11,3 km. Autobusovou síť tvoří asi 350 linek s více než 8 000 zastávkami.

## Památky
Mezi nejznámější pamětihodnosti patří Koloseum, Forum Romanum, Pantheon, Andělský hrad, bazilika Panny Marie Sněžné (S. Maria Maggiore), Lateránská bazilika, bazilika svatého Petra a Sixtinská kaple ve Vatikánu, náměstí Piazza Navona, Španělské schody a fontána di Trevi.
Tradiční poutnický okruh tvořily čtyři papežské baziliky (svatého Petra, svatého Jana v Lateránu, Panny Marie Sněžné, svatého Pavla za hradbami a dále svatého Vavřince za hradbami, svatého Kříže v Jeruzalémě a svatého Šebestiána v katakombách.

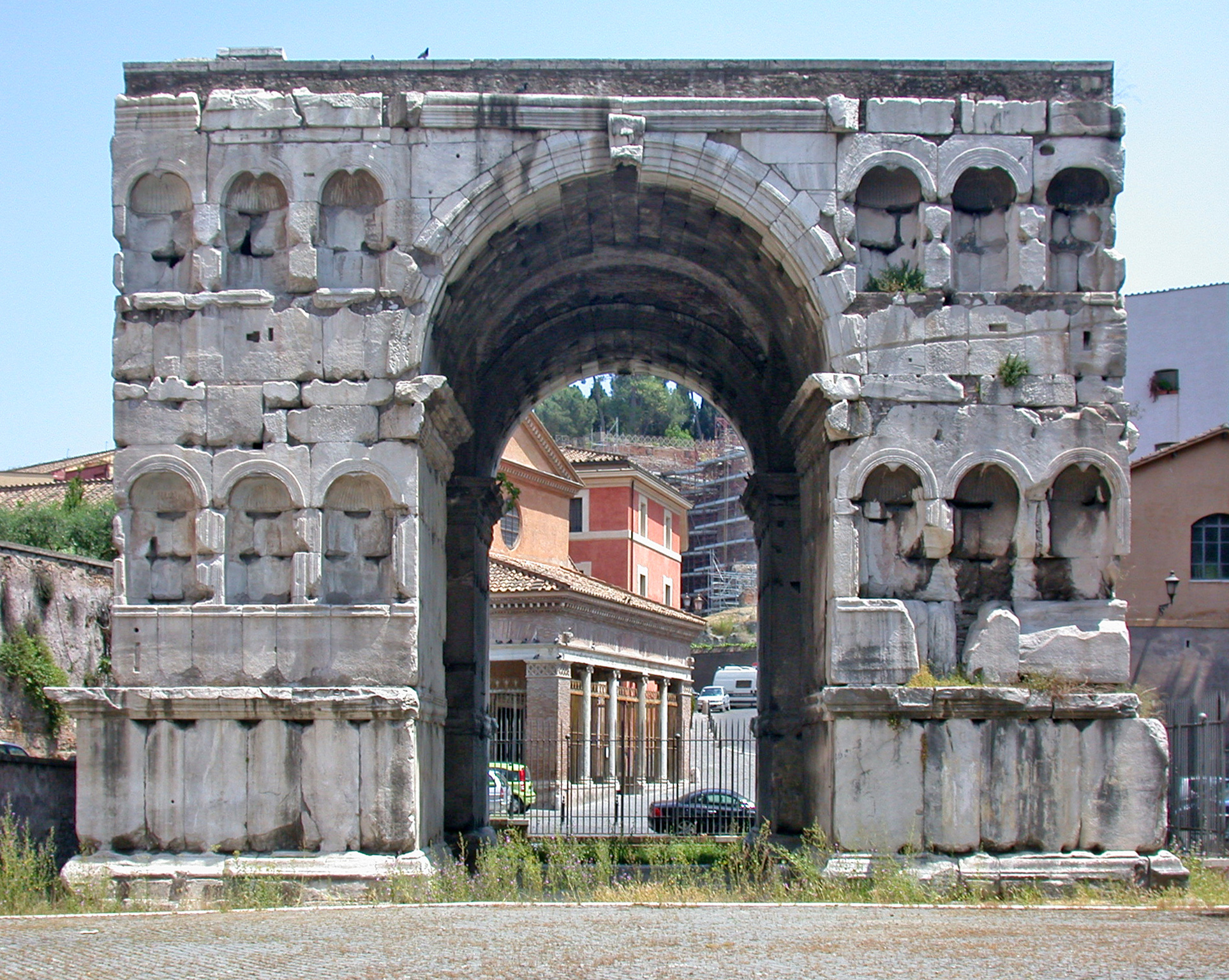
Janusův oblouk na Forum Boarium

### Antické památky
Nejznámější starověkou památkou je Koloseum z roku 80, největší antické divadlo, dále téměř úplně zachovaný Pantheon (v současné podobě z let 118–128), zbytky antického fóra na Forum Romanum, mohutné Caracallovy lázně (kolem 217), triumfální oblouky a Andělský hrad. Kromě toho vodovody, zbytky Serviovy a dobře zachovaná Aurelianova hradba, množství menších staveb a základy později přestavěných budov.
Dále:
- Trajánův sloup
- Piazza Navona
- Circus Maximus
- Piazza Colonna

### Fontány
Řím se už od starověku honosí proslulým systémem svých 11 veřejných vodovodů, z nichž 9 dodnes funguje. Nejstarší Aqua Appia z roku 312 př. n. l. a měří 16,5 km, nejdelší Aqua Marcia z roku 140 př. n. l. měří 91,5 km. Na ně navazuje soustava fontán a kašen, které jsou často nejen umělecky cenné, ale také turisticky atraktivní i jako místa pro relaxaci a odpočinek. Nejznámější římskou fontánou je bezesporu Fontána di Trevi.

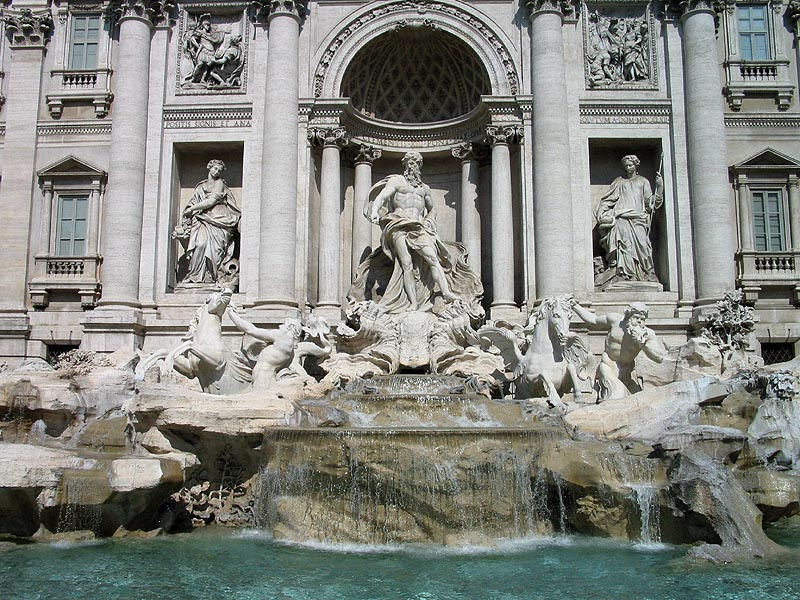
Fontána di Trevi
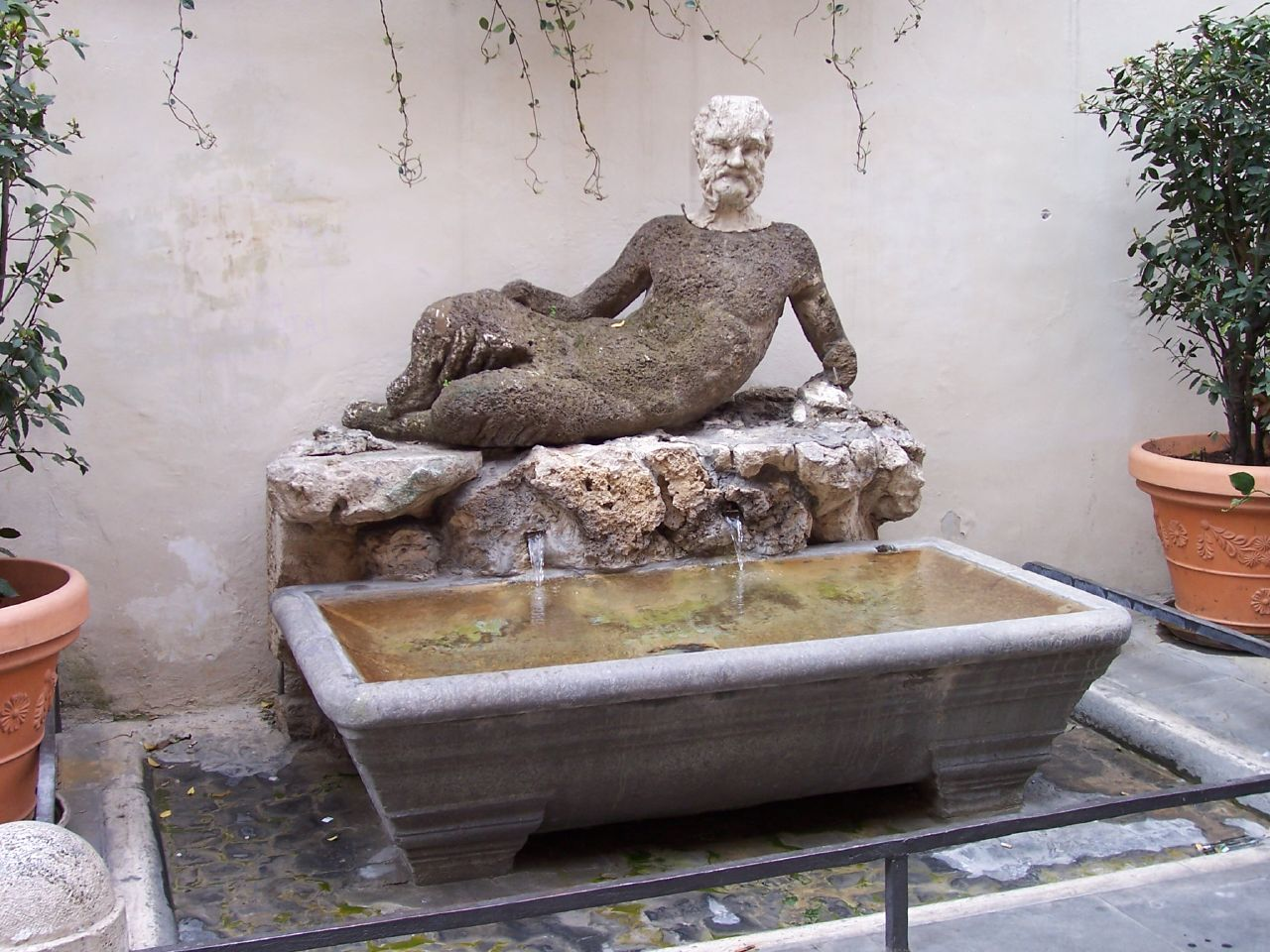
Fontána del Babuino
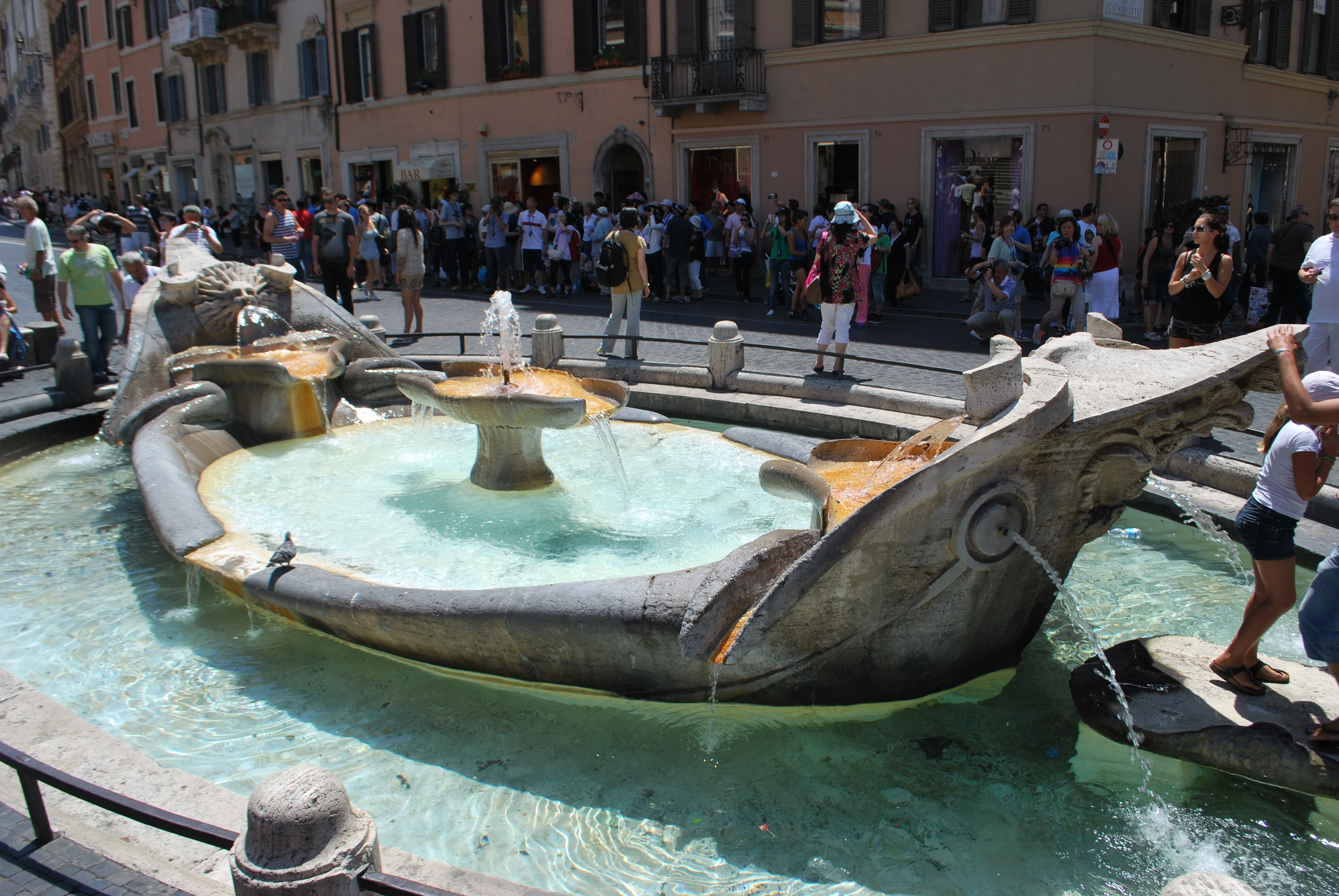
Fontana della Barcaccia
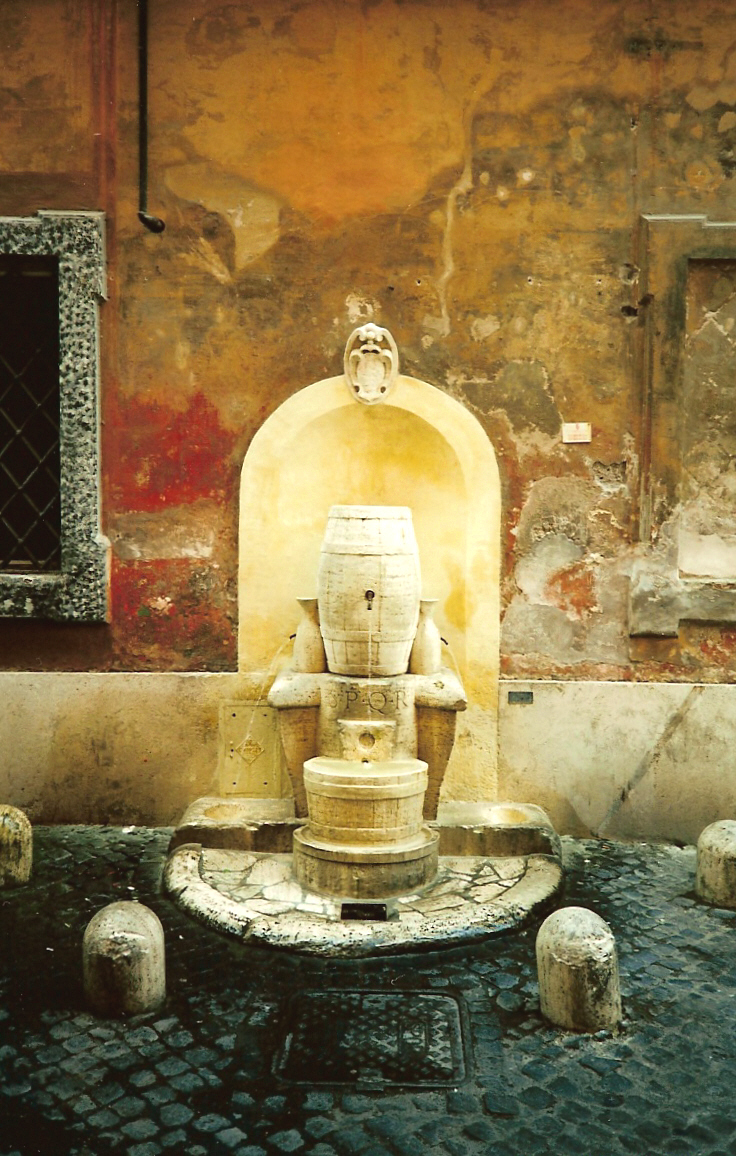
Fontána della Botte

### Kostely a chrámy
Podle statistiky Claudia Rendiny je v Římě 2573 křesťanských kostelů. Více než polovina je mimo provoz a často není ani přístupná. Pro turisty či poutníky jsou zajímavé tři stovky. Počínaje podzemními katakombami, kam se pohřbívalo a kde se také scházeli první křesťané, přes menší i větší středověké kostelíky až po velkolepé středověké, renesanční a barokní baziliky.
Nejstarší kostely vznikly z antických římských chrámů. Jeden z nich, Pantheon, zůstal téměř nezměněn od 2. století, kdy byl postaven. Ostatní antické chrámy se v různých dobách začlenily do křesťanských kostelů: Romulův chrám (Santi Cosma e Damiano), Chrám Antonina a Faustiny (San Lorenzo in Miranda), Santa Constanza. Nejvýznamnější je čtveřice papežských bazilik (basilica maior): bazilika sv. Petra, Lateránská bazilika, bazilika Panny Marie Sněžné a bazilika svatého Pavla za hradbami. Dále je to řada ostatních bazilik (basilica minor), například bazilika svatého Vavřince za hradbami, bazilika svatého Šebestiána za hradbami, bazilika Svatého Kříže v Jeruzalémě, bazilika svatého Vavřince in Damaso, bazilika svatého Petra v řetězech, Santa Maria in Cosmedin, bazilika Panny Marie v Trastevere, bazilika Panny Marie in Montesanto.
Další významné kostely a chrámy:
- Sant’Agnese in Agone
- Sant'Andrea al Quirinale
- San Bartolomeo all'Isola
- San Carlo alle Quattro Fontane

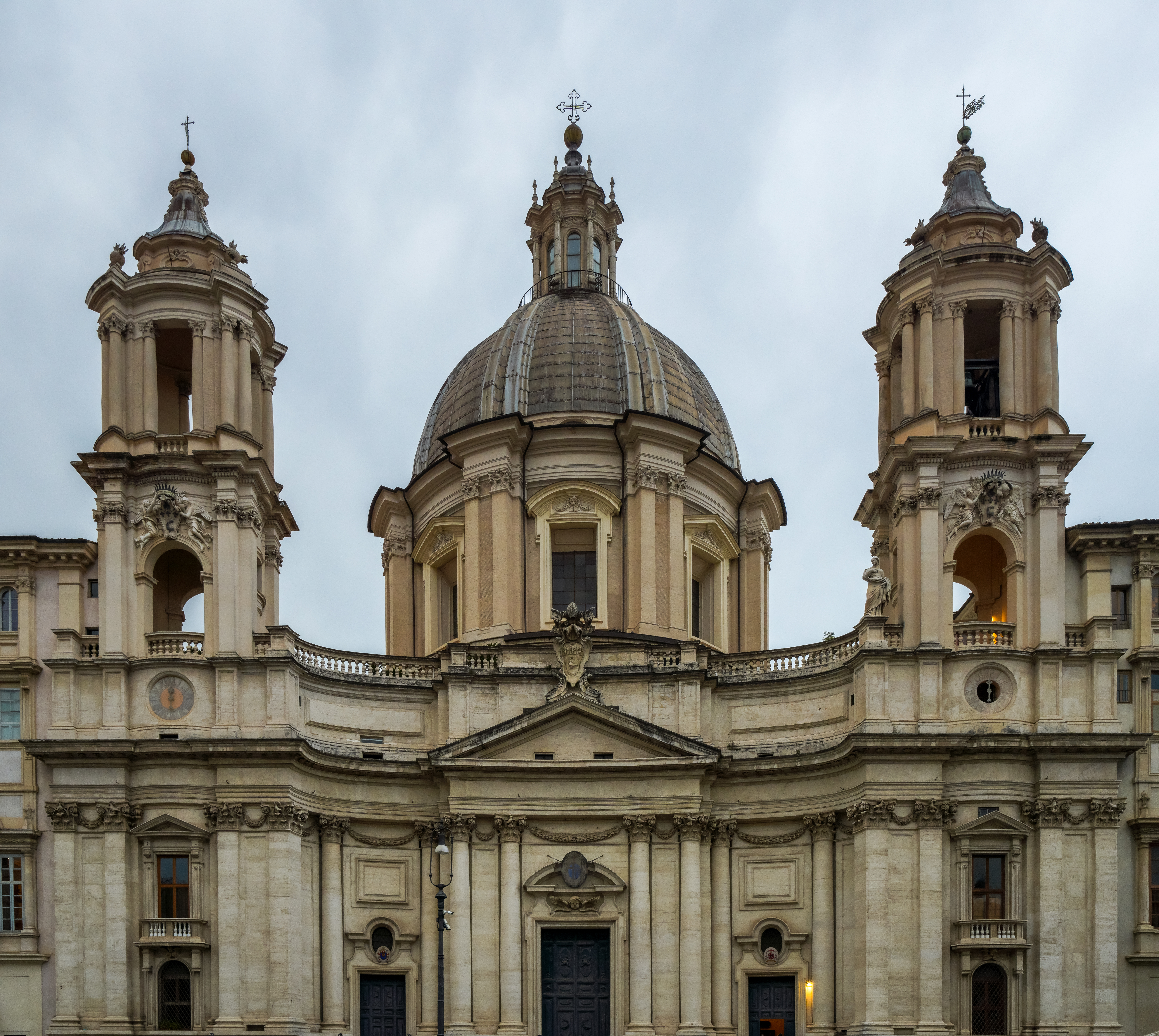
Chrám Sant'Agnese in Agone

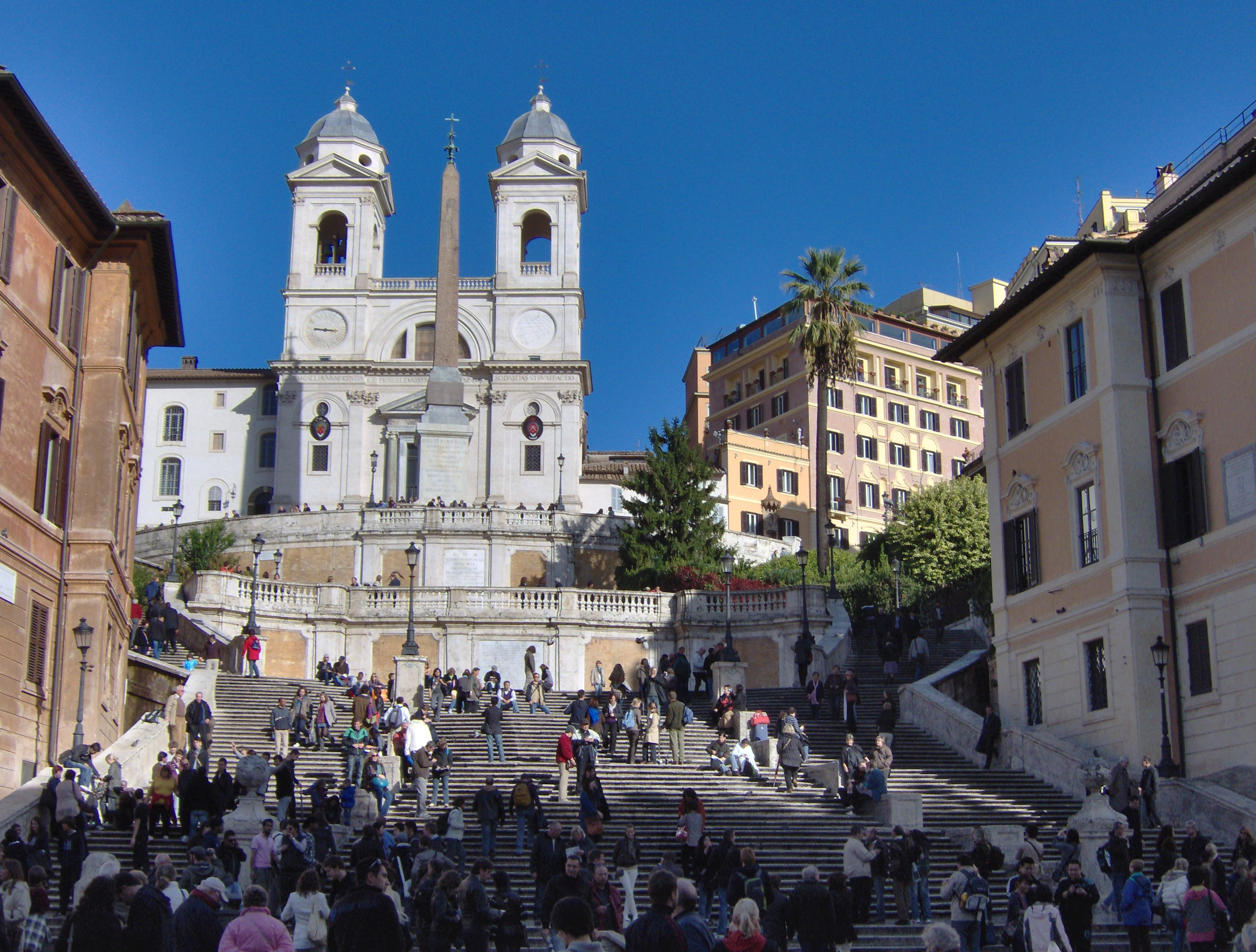
Španělské schody a kostel Trinita dei Monti

- Bazilika svaté Cecílie v Trastevere
- San Clemente (Řím)
- Dio Padre Misericordioso
- Il Gesù
- Sant’Ignazio di Loyola in Campo Marzio
- Sant'Ivo alla Sapienza
- Santa Maria degli Angeli e dei Martiri (Diokleciánovy lázně)
- Santa Maria in Aracoeli
- Santa Maria sopra Minerva
- Santa Maria dei Miracoli
- Santa Maria del Popolo
- Santa Maria in Vallicella (Chiesa Nuova)
- Santa Maria della Vittoria
- San Pietro in Vincoli (Řím)
- Bazilika Santa Prassede
- Santa Pudenziana
- Santa Sabina
- Sixtinská kaple
- Trinità dei Monti a jeho Španělské schody

Bazilika svatého Petra ve Vatikánu
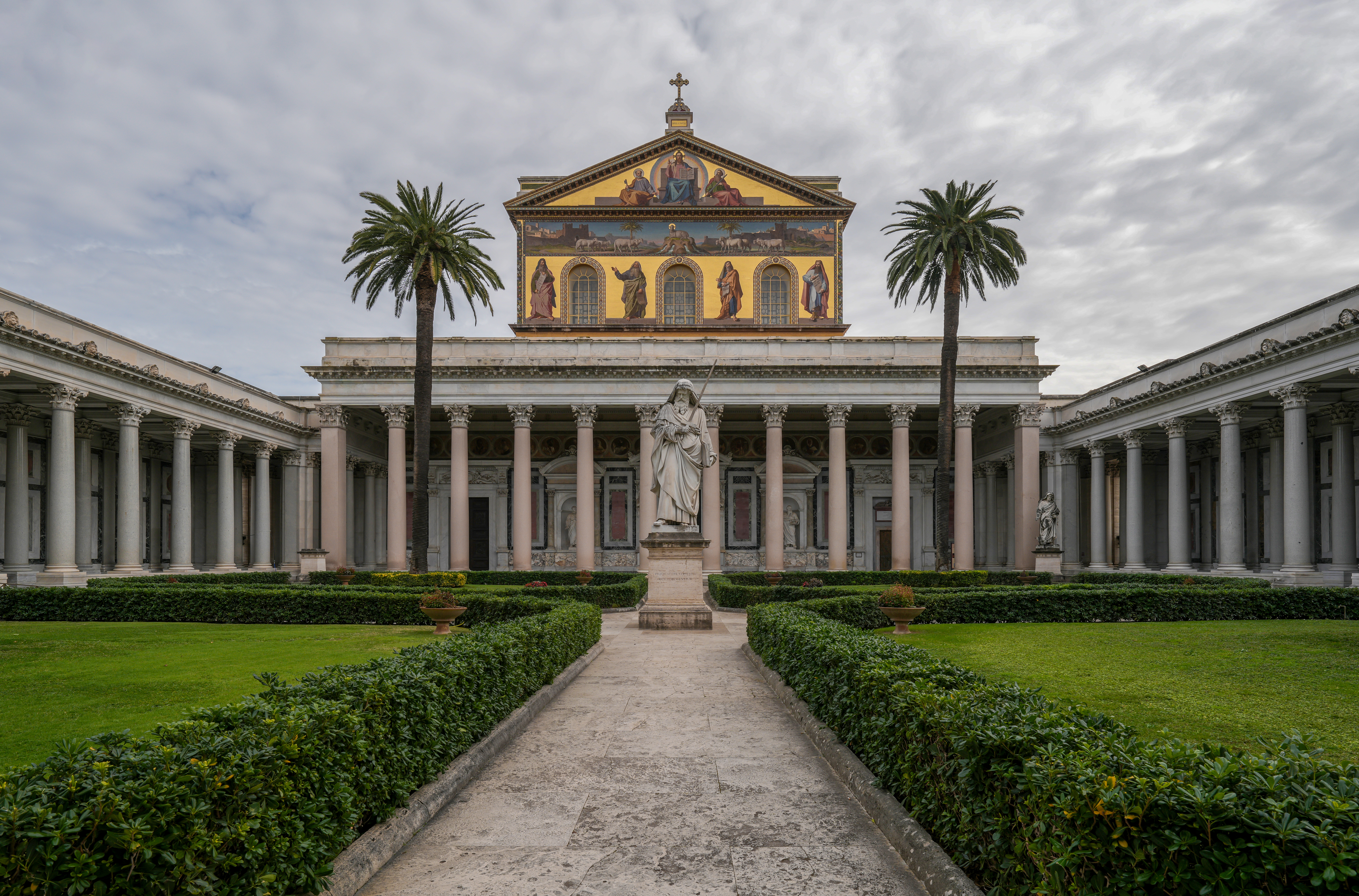
Svatý Pavel za hradbami
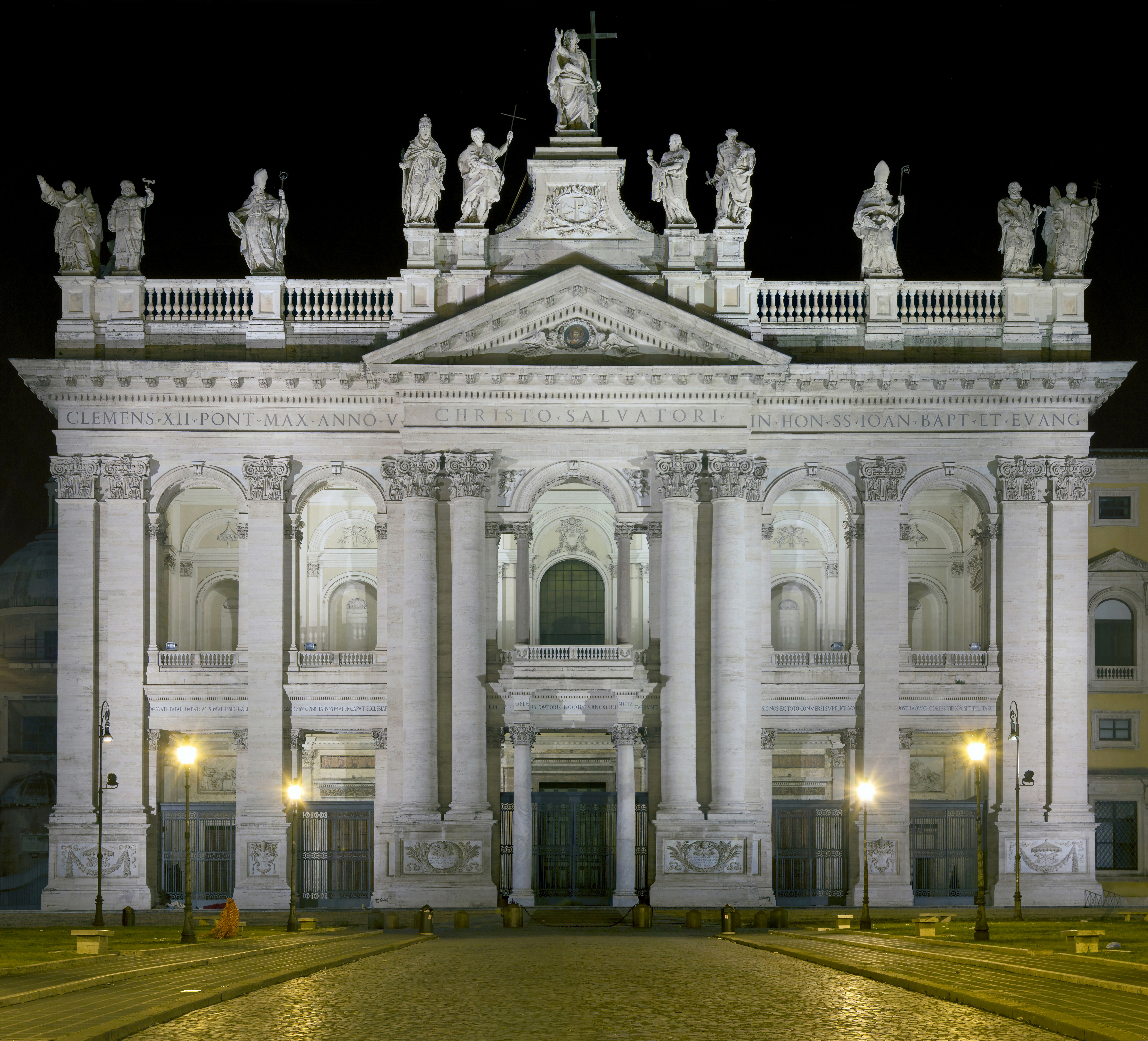
Svatý Jan v Lateránu
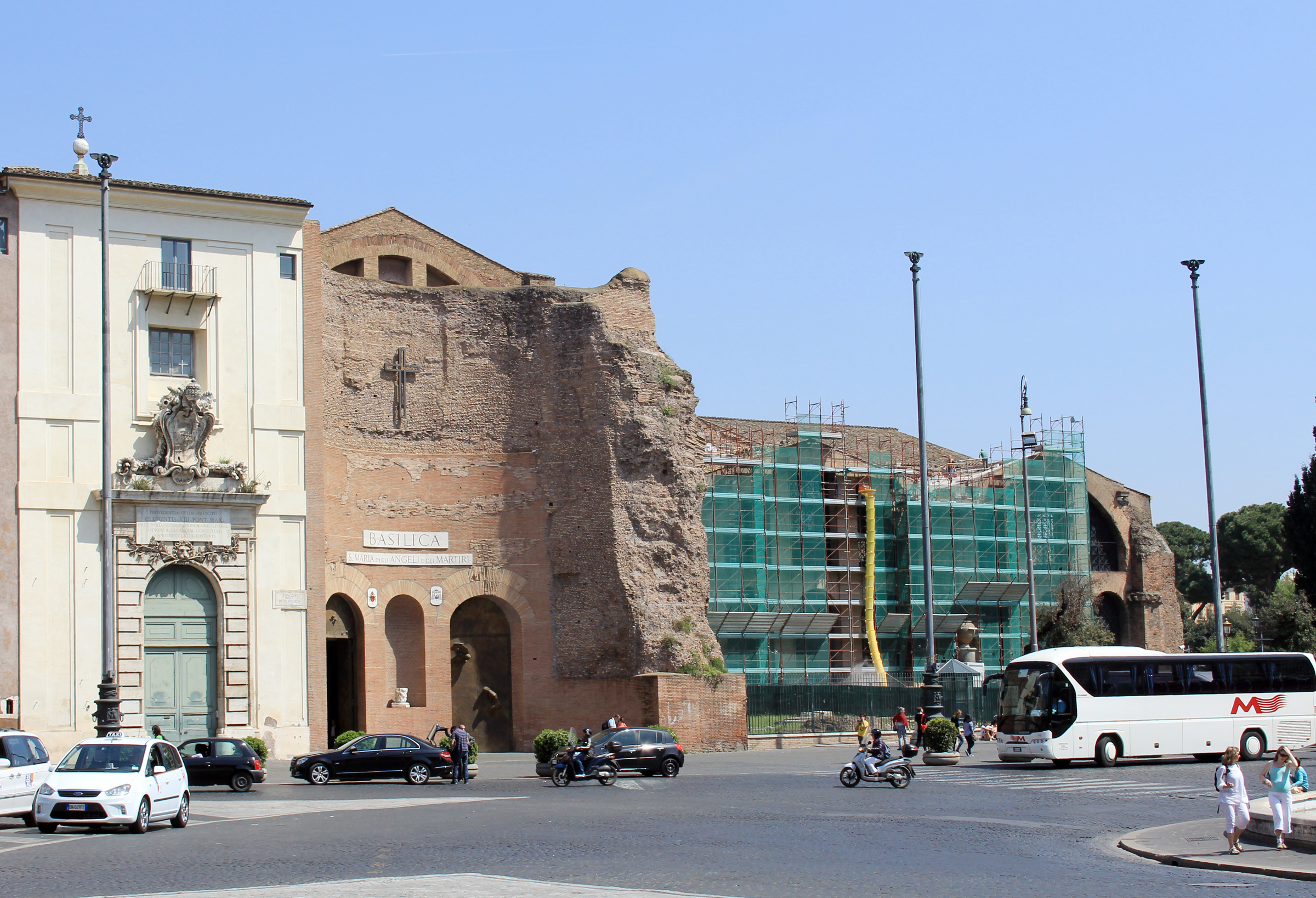
Santa Maria Degli Angeli
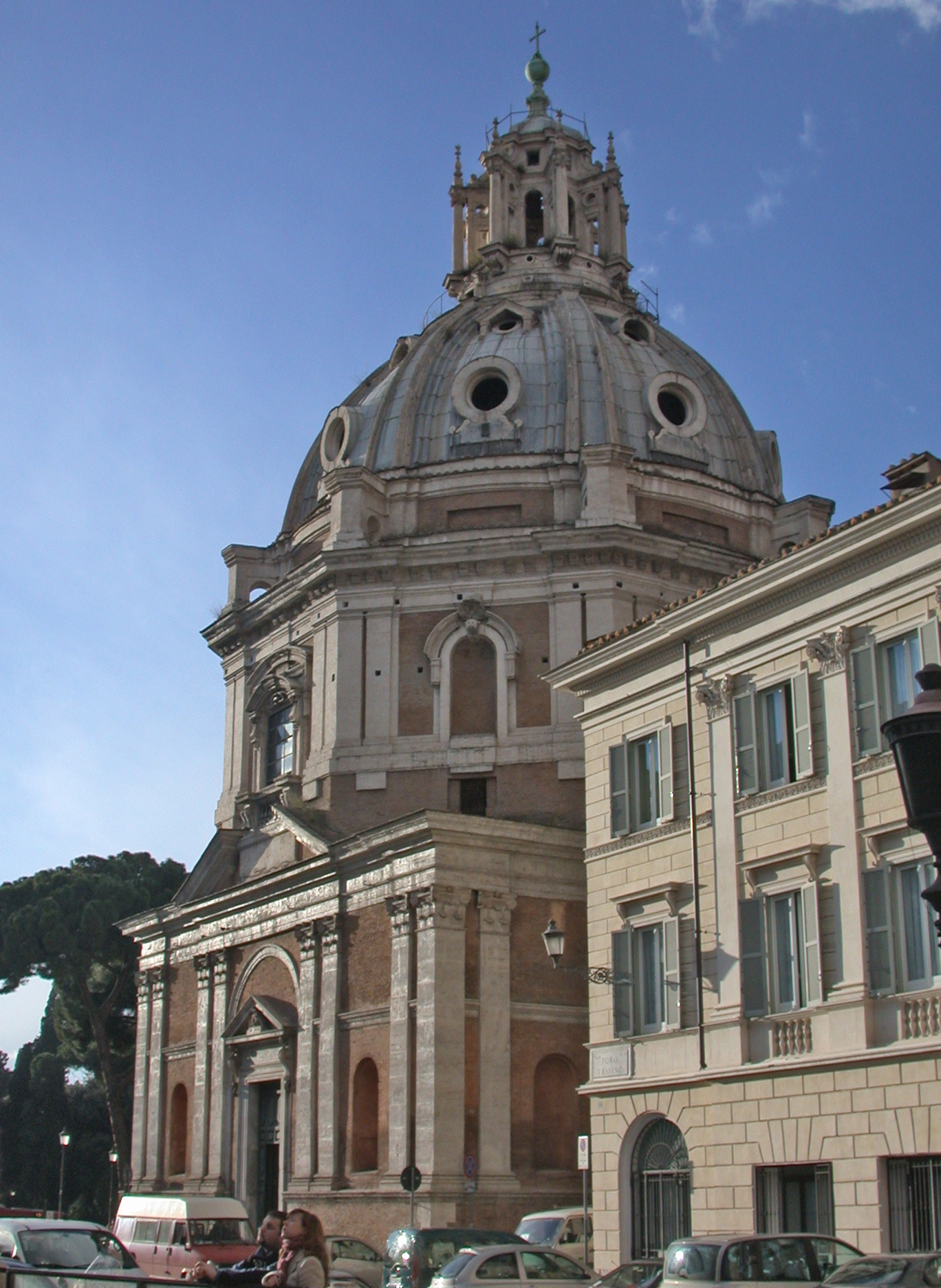
Santa Maria di Loreto
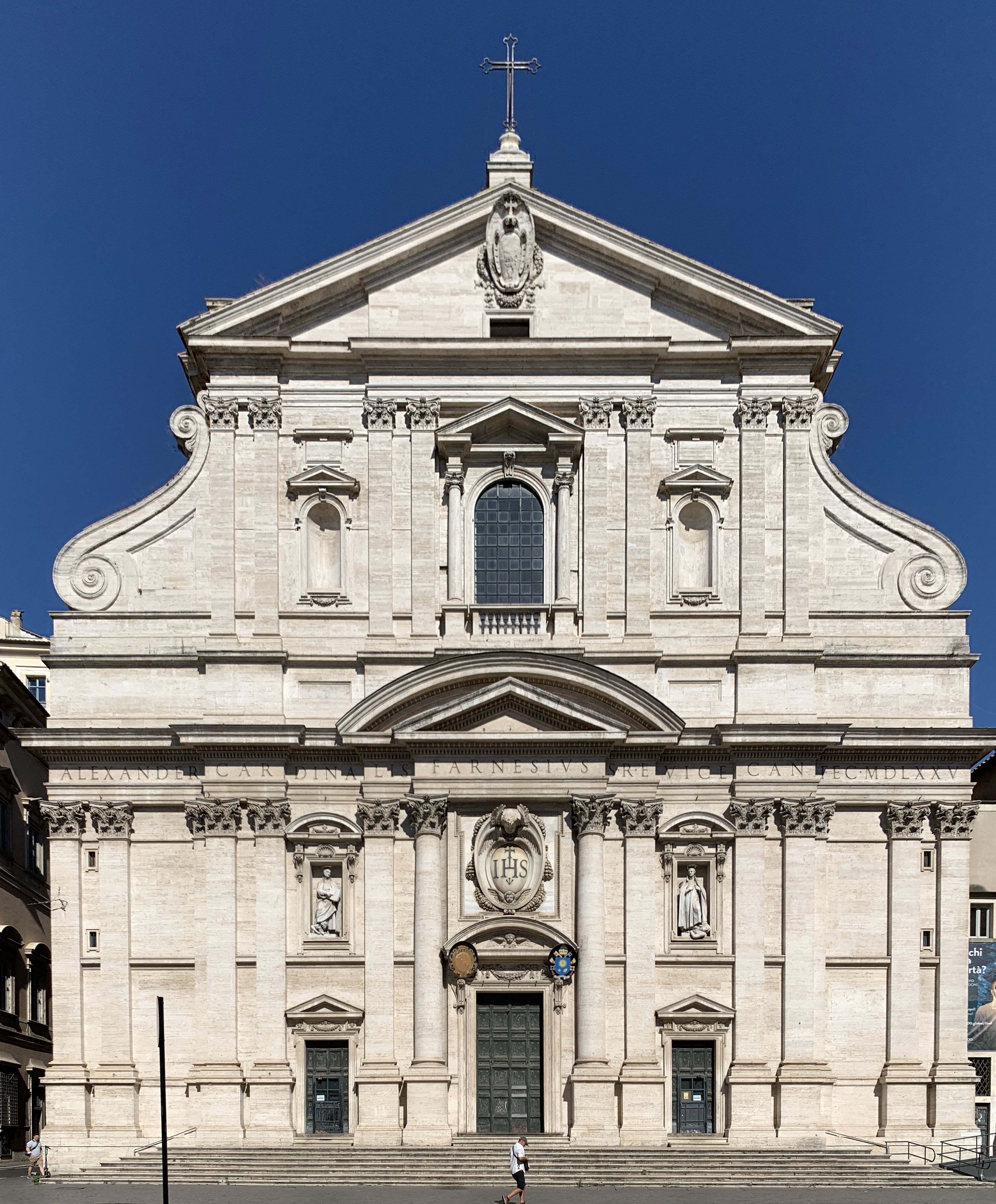
Il Gesu
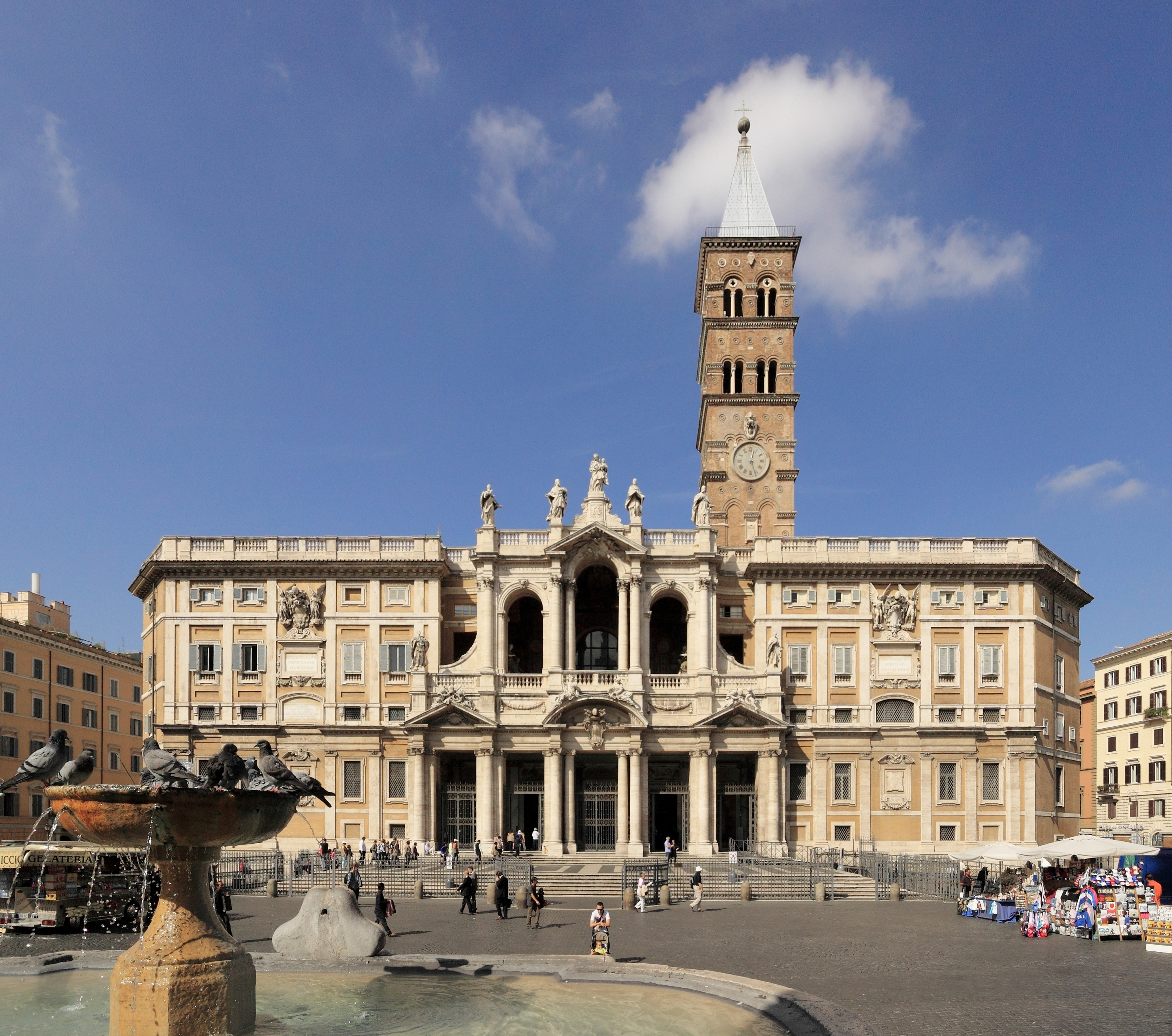
Bazilika Panny Marie Sněžné

### Paláce a muzea
V Římě fungují některá z nejvýznamnějších světových muzeí a římská šlechta zde zanechala řadu vynikajících paláců. K nejpozoruhodnějším patří:
- Vatikánská muzea, prohlídka zahrnuje i Raffaelovy sály a Sixtinskou kapli s Michelangelovou výzdobou
- Galerie Borghese s vynikající sbírkou raně novověkého umění, kde je například Leonardova Leda s labutí.
- Národní galerie starého umění v palácích Barberiniů a Corsiniů; zde je vystaven například obraz Judita a Holofernes od Caravaggia
- Kapitolská muzea, zřejmě nejstarší muzeum světa, kde je vystavena například Kapitolská vlčice
- Národní galerie moderního umění s těžištěm v italském výtvarném umění 19. a 20. století, ale i obrazy slavných francouzských impresionistů
- Palác Doriů-Pamphiliů s honosnou výzdobou a rodovou galerií umění, obsahující mj. Portrét Inocence X. od Velázqueze
- Palazzo Venezia, bývalé benátské vyslanectví s několika muzei a knihovnou, je zde například Zvěstování od Filippa Lippiho

### Římská náměstí
- Piazza Navona, jedno z hlavních náměstí, leží na levém břehu Tevere, naproti Vatikánu; hlavní stavbou je barokní chrám Sant'Agnese in Agone vystavěný v letech 1652–1672, ve středu náměstí je umístěna Berniniho Fontána čtyř řek, vedle chrámu Sant'Agnese stojí Palazzo Pamphilj ze 17. století.
- Svatopetrské náměstí, světově známé hlavní vatikánské náměstí se čtyřnásobnými polokruhovými kolonádami a bazilikou svatého Petra
- Piazza di Spagna leží pod vrchem Monte Pincio v centrální části Říma; odtud vedou známé Španělské schody vzhůru ke kostelu Trinita dei Monti z let 1723–1726
- Piazza Venezia propojuje historický a antický střed Říma; dominantní stavbou náměstí je Národní památník V. Emmanuela II. z roku 1911, severozápadně leží renesanční Palazzo Venezia (Benátský palác) postavený v polovině 15. století
- Piazza Campo dei Fiori leží jižně od Piazza Navona, na náměstí se konají trhy, je zde řada kaváren a restaurací, náměstí je oblíbené u Římanů i turistů; ve středu náměstí stojí socha Giordana Bruna, v severozápadní části je kašna
- Piazza del Popolo leží západně od vrchu Monte Pincio, na severní straně náměstí je kostel S. Maria del Popolo z 11. až 16. století, vedle kostela je městská brána Porta del Popolo z roku 1475; na jižní straně stojí barokní kostel S. Maria in Montesanto z let 1662–1679
- Piazza del Campidoglio na vrcholku Kapitolu (Campidoglio), ve starověku politické i duchovní centrum Starověkého Říma, později tržiště s radnicí (Senátorský palác), které upravil a dostavěl Michelangelo Buonarroti. V Nových palácích jsou Kapitolská muzea. Na skalce nad náměstím, na místě starověkého chrámu a mincovny stojí chrám Santa Maria in Aracoeli, z terasy vedle radnice lze přehlédnout vykopávky Fora Romana.
- Piazza della Rotonda s Pantheonem, kruhovým římským chrámem ze 2. století s litou kopulí, leží asi 300 metrů východně od Piazza Navona
- Piazza Farnese
- Piazza del Quirinale, náměstí na pahorku Quirinale (Kvirinál), uprostřed stojí kašna s egyptským obeliskem; na severní straně je historická letní rezidence papežů Palazzo del Quirinale z druhé poloviny 16. století, od roku 1946 sídlo italského prezidenta
- Piazza della Repubblica je prostranství před nádražím Termini
- Piazza Colonna, v centru náměstí stojí sloup Marca Aurelia, severně leží Palazzo Chigi z konce 16. století, sídlo italské vlády
- Piazza di Montecitorio, dominantou náměstí je Palazzo Montecitorio, uprostřed náměstí se nachází obelisk, který sem nechal převézt Augustus na oslavu vítězství nad Kleopatrou

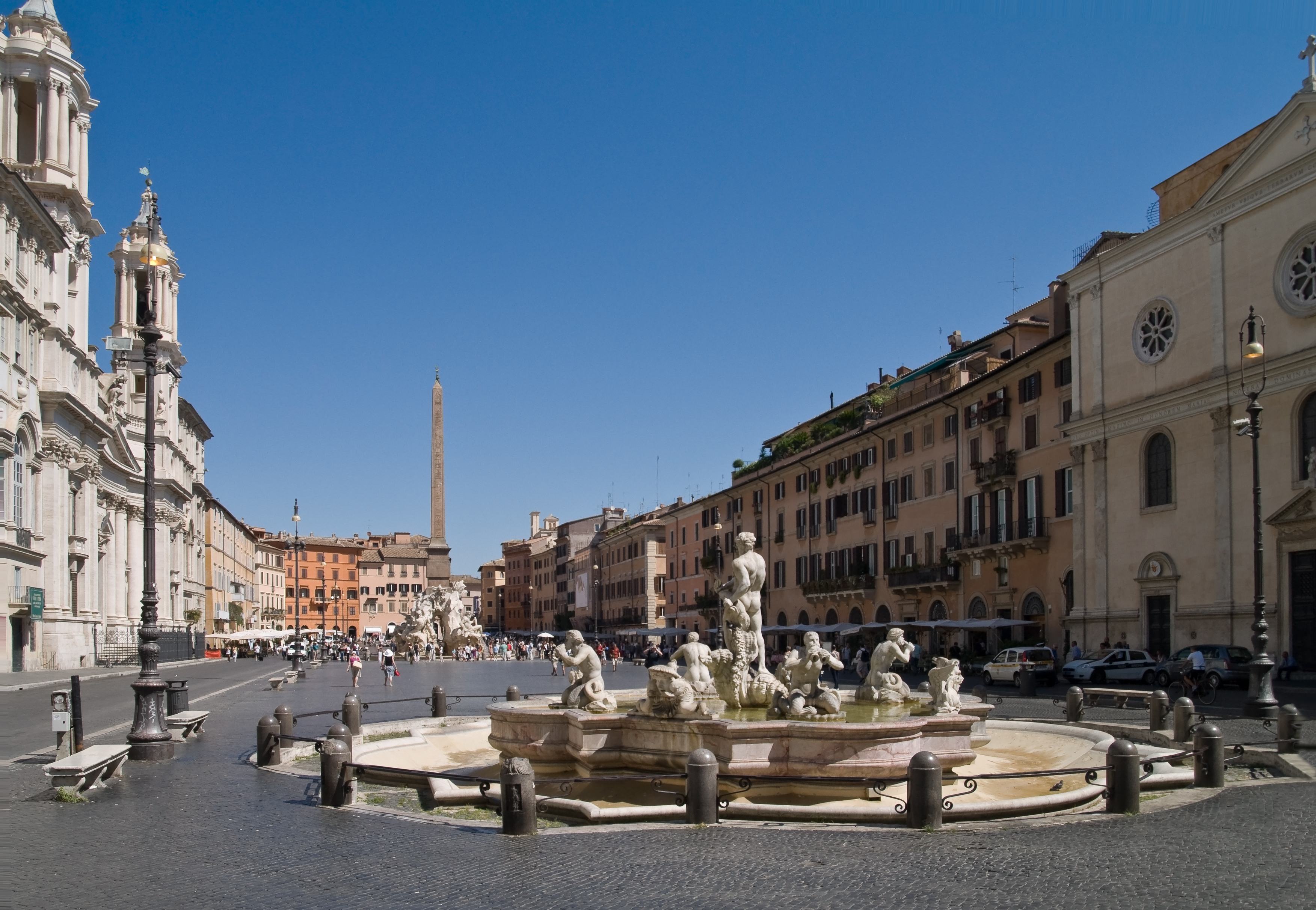
Piazza Navona
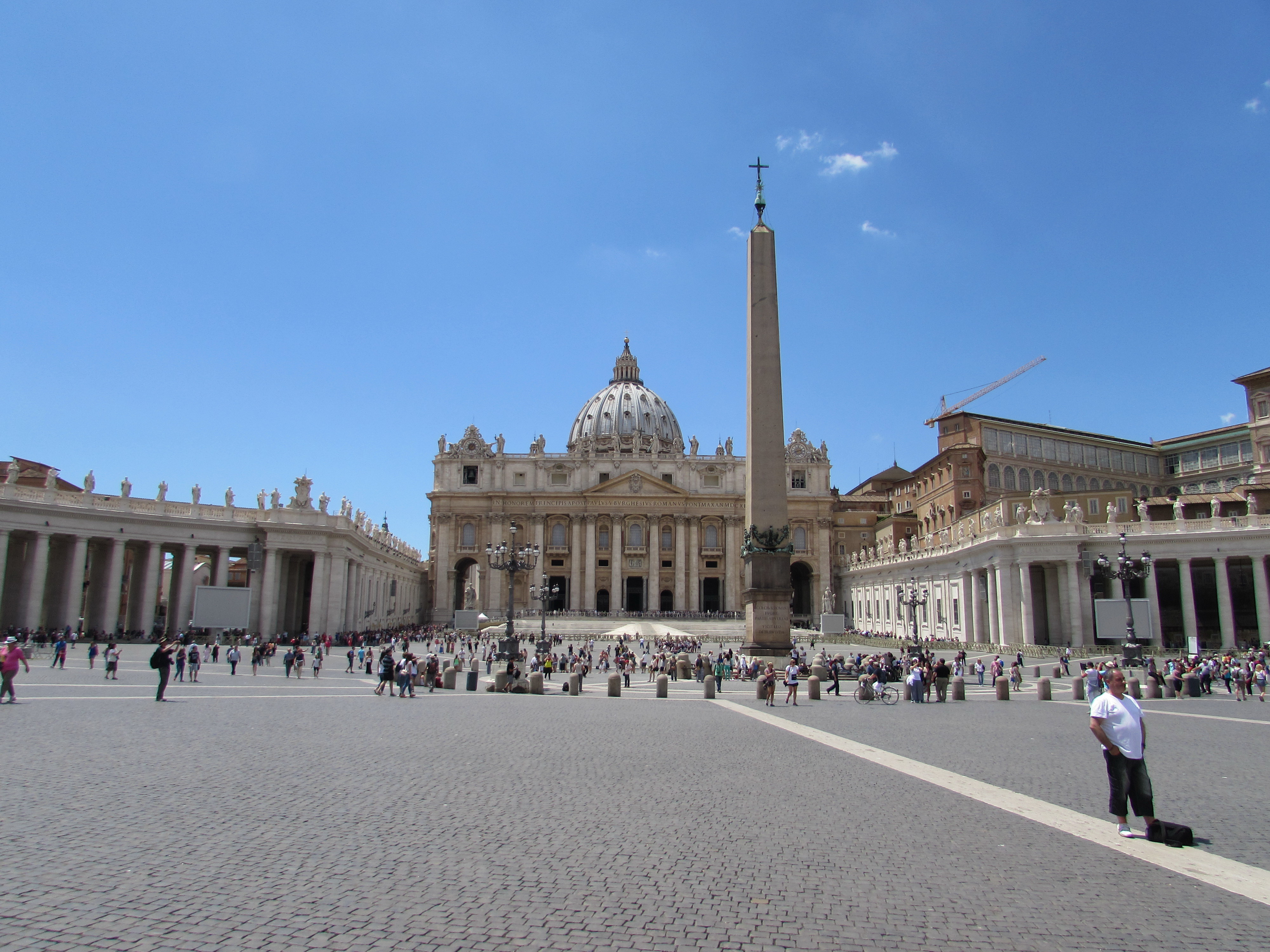
Piazza San Pietro
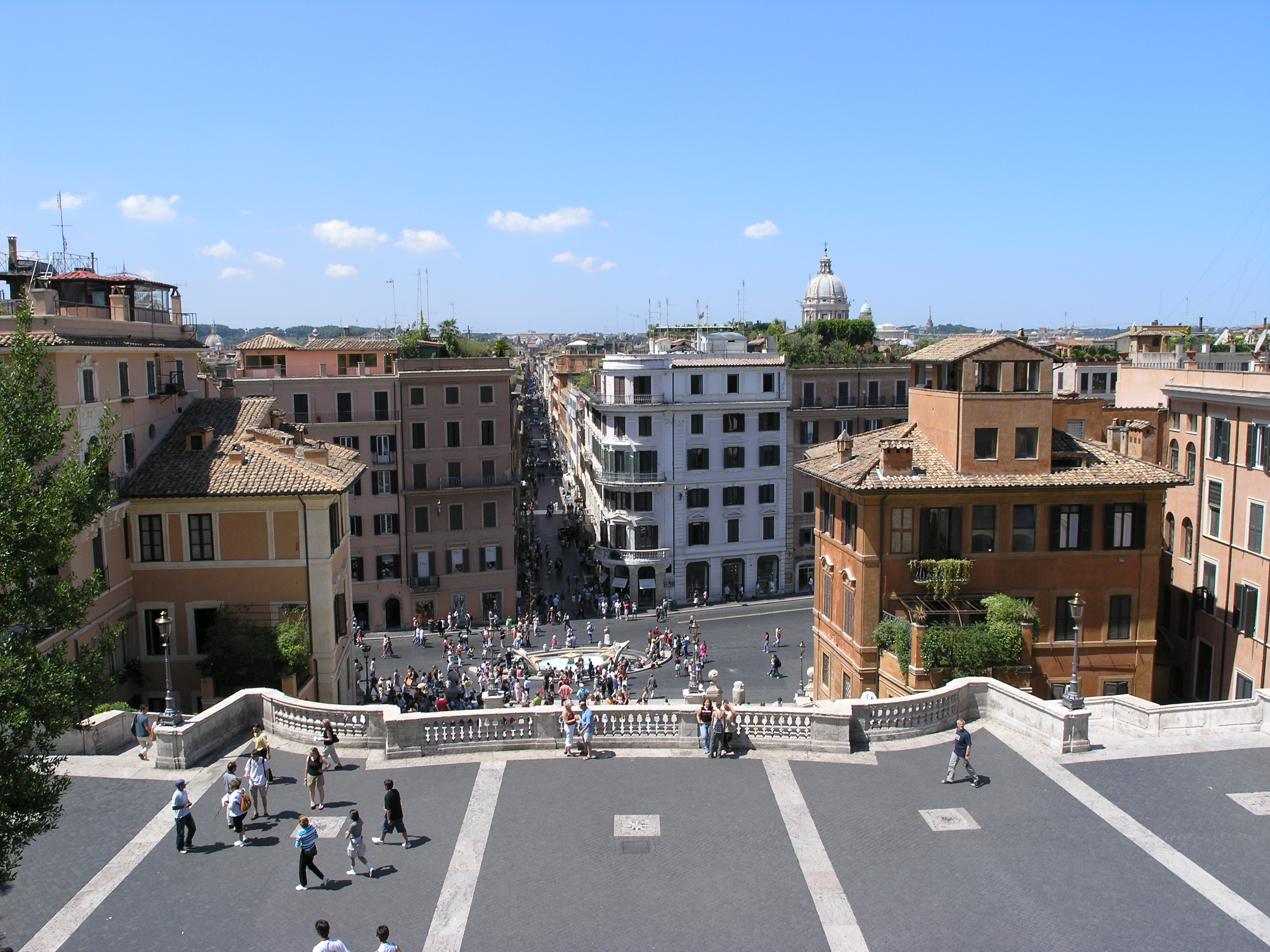
Piazza di Spagna
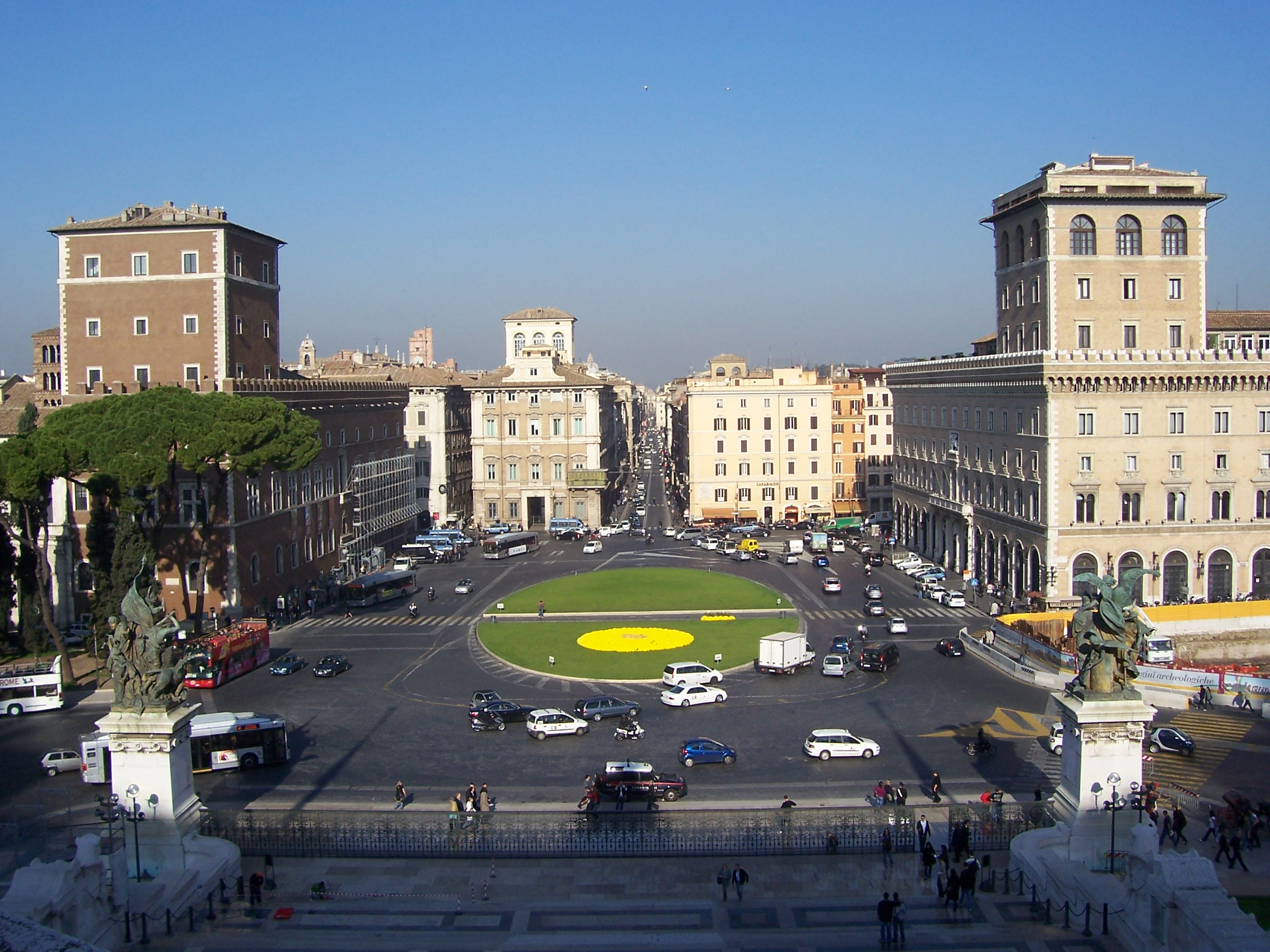
Piazza Venezia
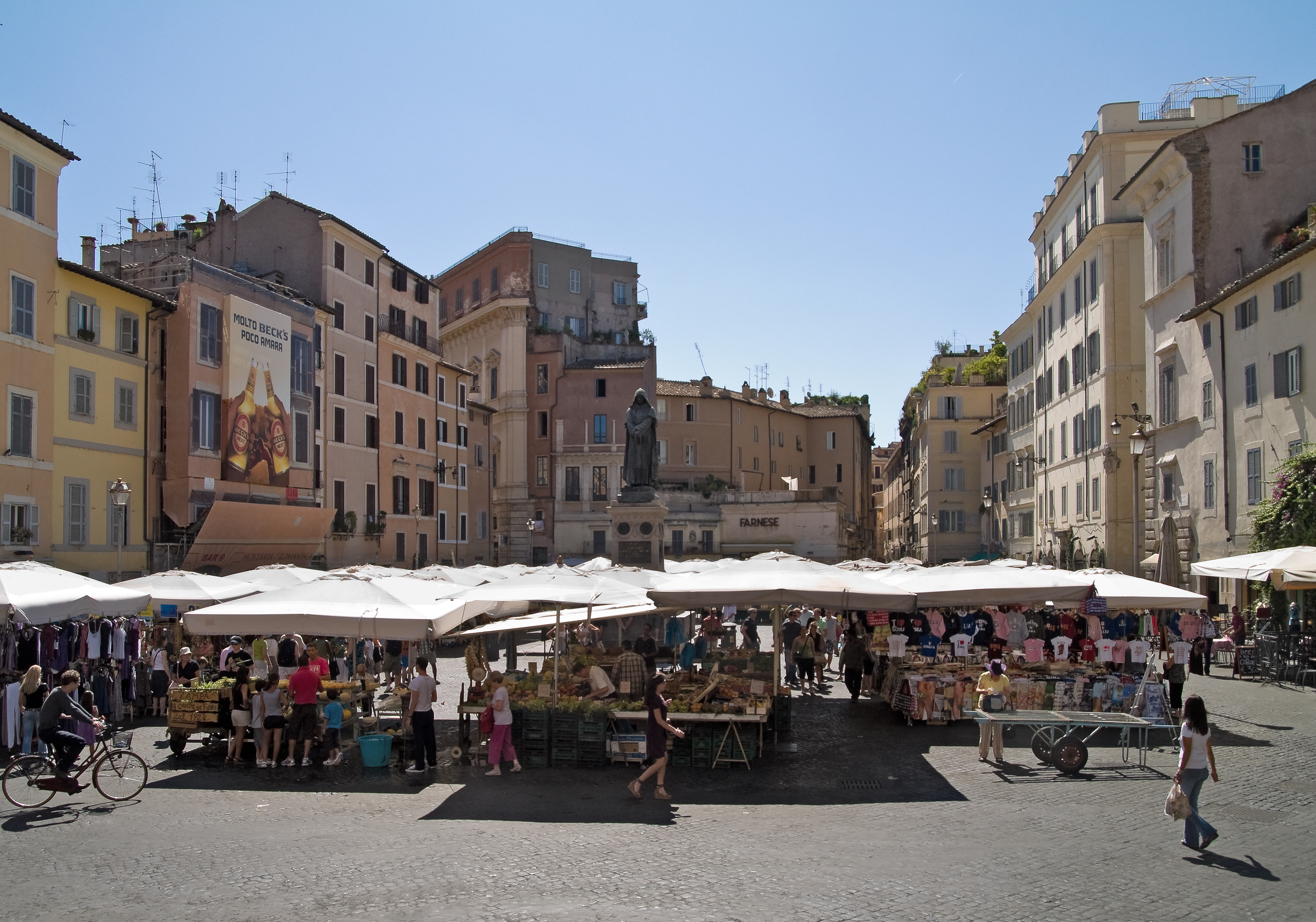
Piazza dei Fiori
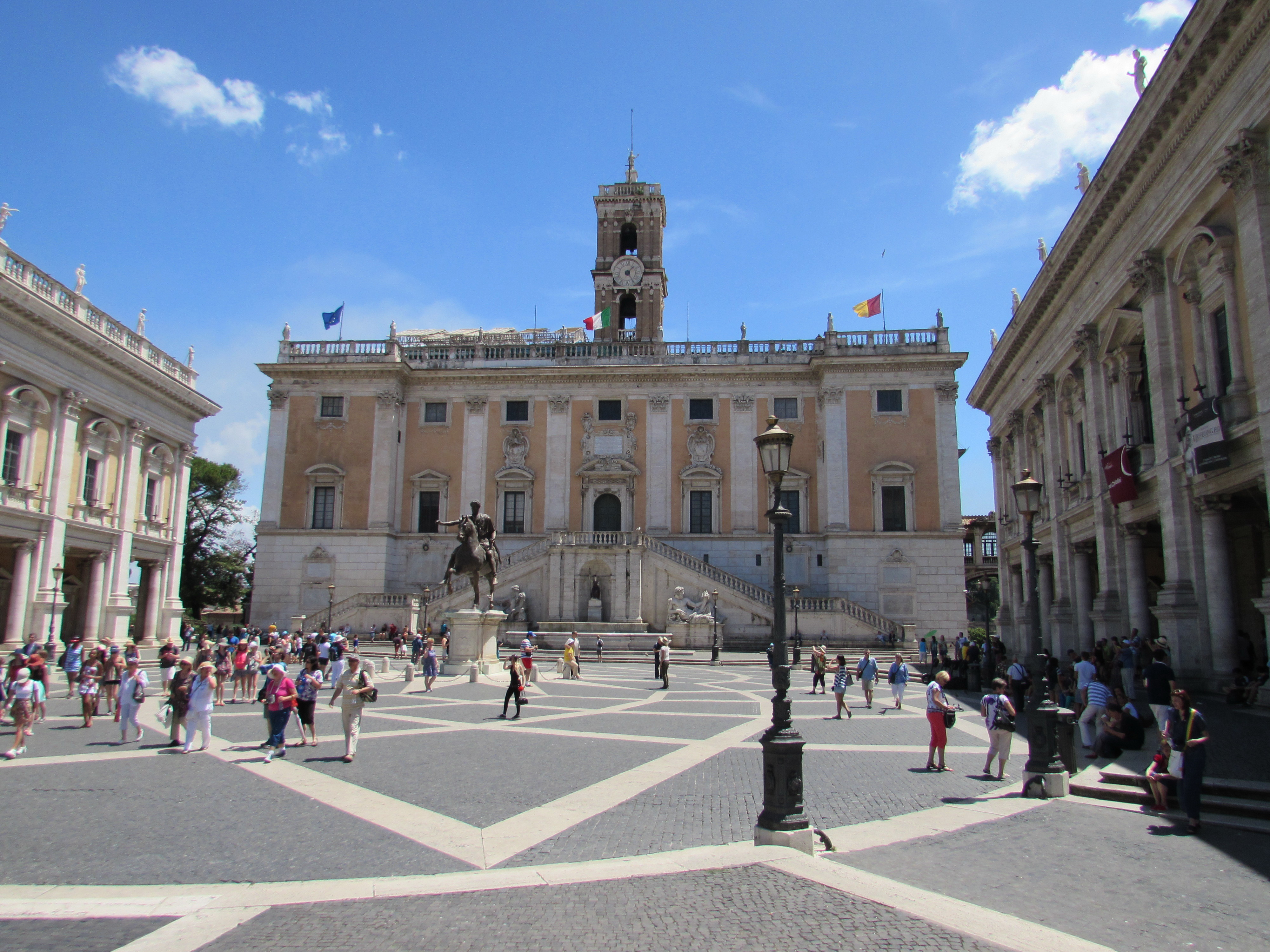
Piazza del Campidoglio
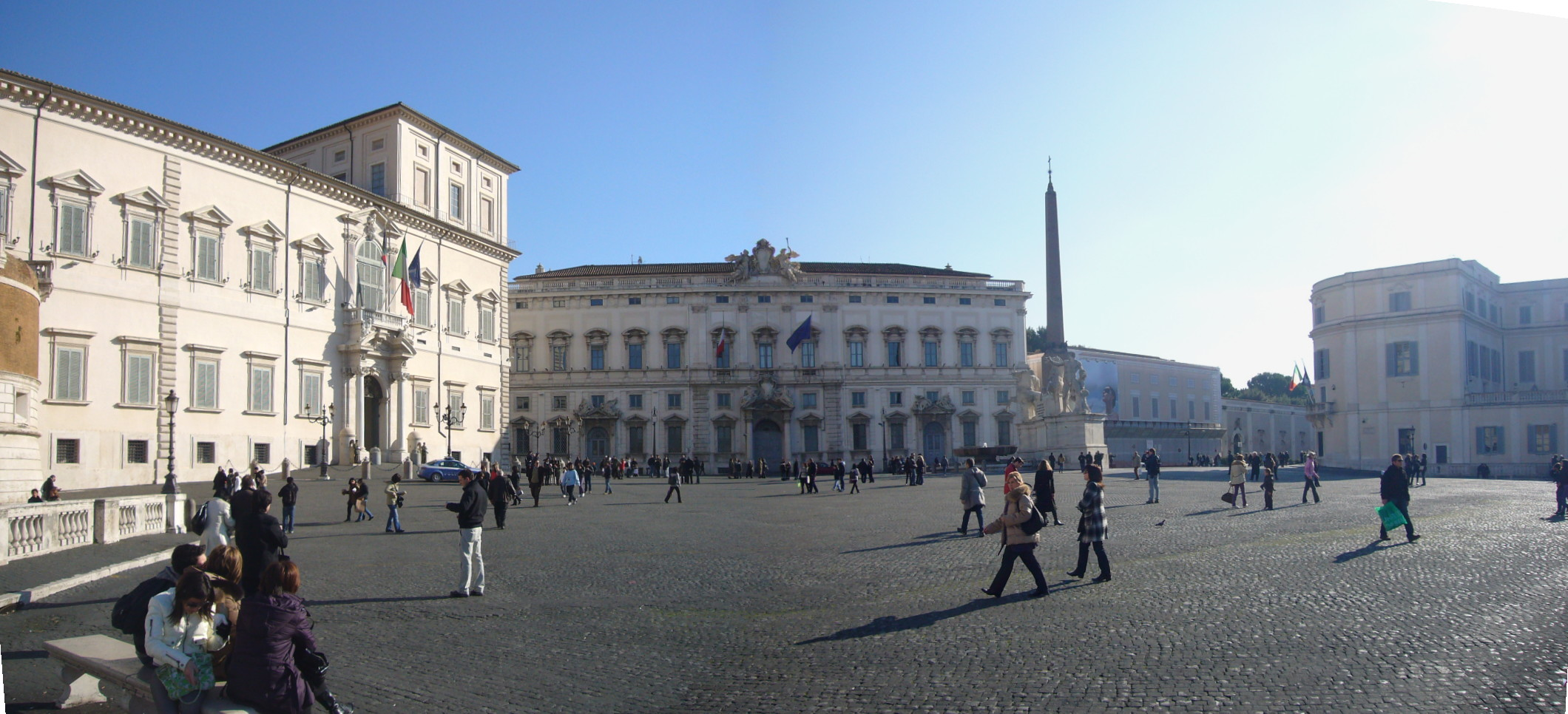
Piazza del Quirinale

## Kultura

### Kinematografie
V Římě se nachází také studia Cinecittà, největší zázemí televizní a filmové produkce na evropském kontinentě a také centrum Italské kinematografie, kde se natáčí velké množství současných kasovních trháků. Čtyřicetihektarový komplex studií je od Říma vzdálen 9 kilometrů a je součástí jedné z největších produkčních komunit na světě, druhý po Hollywoodu. Komplex zaměstnává přes 5000 profesionálů – od specialistů na šití dobových kostýmů po experty přes vizuální efekty. Na tomto místě bylo realizováno více než 3000 projektů, od nedávných filmů jako Umučení Krista, Gangy New Yorku, Řím (seriál HBO), Vodní život a Dekameron Dina De Laurentiise po filmové klasiky jako Ben-Hur, Kleopatra a filmy Federika Felliniho.
Studia Cinecittá byla založena roku 1937 Benitem Mussolinim a během druhé světové války byla bombardována Spojenci. V padesátých letech se pak stala hlavním místem natáčení některých velkých amerických filmových společností a následně nejvíce spjatá právě s Federikem Fellinim. Dnes je komplex Cinecittá jediným studiem na světě s plně před-produkčním, produkčním a po-produkčním vybavením na jednom místě, které umožňuje režisérům a producentům vkročit se scénářem a odejít s hotovým filmem.

## Sport
V Římě se konala v roce 1960 letní olympiáda.
V Římě sídlí fotbalové kluby AS Řím a SS Lazio. Oba hrají svoje zápasy na olympijském stadionu. V letech 1934 a 1990 se v Římě hrála finále mistrovství světa ve fotbale.
V květnu se v Římě hraje na antuce tenisový turnaj mužů patřící do kategorie ATP Tour Masters 1000 a žen patřící do kategorie Premier 5.

## Vývoj počtu obyvatel
Řím mohl mít v antice milion obyvatel, přestože to odpovídá velké hustotě populace.

## Partnerská města
- Achacachi, Bolívie
- Bělehrad, Srbsko
- Cincinnati, USA
- Madrid, Španělsko
- New York, USA
- Paříž, Francie
- Peking, Čína
- Plovdiv, Bulharsko
- Praha, Česko
- Soul, Jižní Korea
- Tokio, Japonsko
- Mérida, Španělsko